# Трефилов, Евгений Васильевич
Евге́ний Васи́льевич Трефи́лов (род. 4 сентября 1955 года, Безлесный, Краснодарский край) — советский гандболист, советский и российский гандбольный тренер, заслуженный тренер России (1997), член Тренерского совета Федерации гандбола России с 2021 года. Выступал на позиции левого полусреднего, наибольшую известность обрёл в качестве главного тренера женской сборной России.
С российскими клубами он семь раз становился чемпионом страны: пять побед одержал с тольяттинской командой «Лада», по одной победе — со звенигородской «Звездой» и «Астраханочкой». На международном клубном уровне с «Ладой» он выиграл Кубок обладателей кубков ЕГФ в 2002 году и Кубок ЕГФ в сезоне 2011/2012, со «Звездой» завоевал Кубок ЕГФ в сезоне 2006/2007, а также впервые в истории российского женского гандбола выиграл в сезоне 2007/2008 Лигу чемпионов ЕГФ и Суперкубок ЕГФ. На посту главного тренера женской сборной России Трефилов работал в 1999—2012 и 2013—2019 годах. Под его руководством Россия завоевала золото на Олимпийских играх 2016 года и серебро на Олимпийских играх 2008 года, побеждала на чемпионатах мира в 2001, 2005, 2007 и 2009 годах и четыре раза попадала на пьедестал чемпионата Европы (две серебряные и две бронзовые медали).
В российском и мировом гандболе Трефилов стал известен как крайне эмоциональный и экспрессивный специалист, поскольку на тренировках и в матчах он громко кричал и ругался в адрес своих игроков, критикуя их за недостаточный объём прилагаемых усилий и требуя от них полной самоотдачи. В то же время его методы неоднократно подвергались критике со стороны гандбольных тренеров и журналистов: в первый период работы Трефилова со сборной из его клубов нередко уходили игроки, недовольные тренировочным процессом, а особенно острая критика в его адрес звучала после неудачного выступления сборной России на Олимпиаде 2012 года в Лондоне. После своего возвращения в сборную Трефилов, продолжая окрикивать игроков, стал реже делать острые замечания и чаще указывать на конкретные игровые моменты.

## Ранние годы
Евгений Васильевич Трефилов родился 4 сентября 1955 года на хуторе Безлесном Усть-Лабинского района Краснодарского края. Там он учился в начальной школе, а позже с семьёй перебрался в Усть-Лабинск, где поступил в новую школу. В пятом классе занялся баскетболом и футболом (в футболе выступал на позиции вратаря); помимо этого, увлекался волейболом, лёгкой атлетикой и боксом.
В возрасте 15 лет Трефилов стал заниматься гандболом. Его первым тренером был учитель физкультуры Евгений Михайлович Орлеанский, обладавший непререкаемым авторитетом в школе. Предложение Трефилову перейти в гандбол поступило после того, как в школе он стал лучшим по метанию гранаты. Первые гандбольные тренировки и матчи проводились на площадке, сооружённой поперёк школьного футбольного поля: Трефилов и его одноклассники «выдалбливали» корешки с подстриженного газона и укатывали там смесь из песка и глины. По окончании школы Трефилов поступил в Краснодарский государственный институт физической культуры и сдал нормативы третьего взрослого разряда по плаванию.
В 9-м классе школы Трефилов совершил учебный прыжок с парашютом с У-2. Весной 1971 года он выразил желание служить в ВВС, но перед прохождением медкомиссии попал в аварию на самодельном мотоцикле, в результате чего лишился зуба, а один глаз стал хуже видеть. Его направили в ВДВ, где Трефилов прошёл недельный курс подготовки в школе парашютистов при авиаотряде. Свой первый и единственный прыжок он совершил с высоты 800 м: инструктор, выталкивая Трефилова из самолёта, ударил его с такой силой, что того развернуло в воздухе и он полетел вниз головой. На своё 65-летие Трефилов получил значок парашютиста.

## Игровая карьера

### «Урожай»
Трефилов начинал свою игровую карьеру в краснодарском «Урожае», выступая на позиции полусреднего в 1972—1976 годах. В команду его пригласил тренер Валентин Шиян, который помогал Евгению с жильём, деньгами и работой. Первую игру за «Урожай» Трефилов провёл в Баку против местного СКА, матч завершился вничью 19:19. Игры он совмещал с учёбой в Краснодарском институте физкультуры, где в одной группе с ним занимались будущие доктор медицинских наук Виталий Скибицкий и доктор педагогических наук Василий Тхорев. В институте Трефилов учился «средне», но старался посещать все занятия и выполнять все задания. В 1974 году он выступал на Всесоюзных сельских играх, а его имя специально было упомянуто в одном из номеров «Комсомольской правды» как доказательство того, что в его команде был хотя бы один сельский житель. Институт он окончил в 1975 году.

### «Динамо» (Астрахань)
Воинскую службу Трефилов проходил в Ахтубинске, совмещая её с игровыми выступлениями. Формально Трефилов служил в железнодорожных войсках, в действительности — в воинской части ВВС СССР, где проводились испытания новейших самолётов и куда неоднократно приезжал министр обороны Андрей Гречко. В армии он познакомился с Владимиром Гладченко, имевшим тогда звание капитана, который отбирал игроков для выступления за появившееся в те годы астраханское «Динамо». Трефилов выступал за «динамовцев» в 1975—1976 годах, играя и за местную ахтубинскую «Зарю», и вёл занятия по волейболу для солдат, среди которых были спортсмены и даже будущие космонавты. Он был знаком с генерал-полковником Иваном Гайдаенко, который во время одного из перелётов команды на матч в Астрахань лично сел за штурвал самолёта Як-40. Сын генерала Дмитрий учился плаванию у Трефилова, и когда ему удалось успешно преодолеть дистанцию в 25-метровом бассейне, генерал договорился организовать демобилизацию Трефилова. Евгений Васильевич тот момент отслужил 10 месяцев, работая слесарем по комплексу и сторожем, а также неся службу в комендатуре.

### «Урожай» и «Буревестник»
По возвращении из армии Трефилов выступал в 1976—1977 годах за «Урожай», а в 1977—1984 годах — за «Буревестник», позже переименованный в СКИФ. Вне гандбола он работал прицепщиком и помощником комбайнёра. В СКИФе он играл сначала под руководством Виталия Сорокина, а потом Валентина Шияна, помощником которого стал Виталий Крохин, один из будущих помощников Трефилова. При Сорокине в клубе появилась видеокамера, на которую можно было снимать тренировки и матчи для последующего разбора. Выступая за «Буревестник», Трефилов пять или шесть раз в год мог выезжать с командой на гостевые матчи против минского СКА. Он сыграл на одном турнире в Болгарии, где чуть не потерял в трамвае инкрустированный деревом портрет Ленина, предназначавшийся в подарок болгарским партийным лидерам.
Ещё в раннем детстве на одной из совместных тренировок мальчиков и девочек Евгений, чтобы не наступить на девочку, перепрыгнул через неё и вывернул колено. Врач советовал игроку смазать пострадавший сустав камфорным маслом, однако это не помогало, и Трефилов вынужден был делать обычный компресс, чтобы уменьшить отёк. Из-за этой травмы Трефилов пропустил целый год, а подобное лечение привело к тому, что в возрасте 25—27 лет снова появился отёк из-за изменившихся нагрузок. Это во многом повлияло на завершение Трефиловым карьеры игрока.

### Сборные
В составе сборной РСФСР Трефилов стал бронзовым призёром Летней Спартакиады народов СССР 1983 года. Главный тренер сборной СССР Анатолий Евтушенко вызывал Трефилова на просмотр как перспективного высокорослого игрока, и там он тренировался вместе с такими игроками, как Юрий Климов, Сергей Кушнирюк и Вальдемар Новицкис. По словам Трефилова, пребывание в сборной пошло ему на пользу, поскольку он увидел другой уровень подготовки к играм, однако в основной сборной он так ни разу и не сыграл из-за крайне высокой конкуренции: во время игровой карьеры спортсмена в советском гандболе было очень много левых полусредних, из которых примерно 10—15 опережали Трефилова по уровню игры и примерно столько же ему уступали.

## Клубная тренерская карьера

### Дубль «Кубани»
В 1984 году Трефилов начал свою тренерскую работу с должности тренера в детской спортивной школе (руководил командой девушек 1968 года рождения), а затем по приглашению основателя «Кубани» Александра Тарасикова возглавил молодёжный состав клуба, с которым проработал семь лет. Его тренерский дебют состоялся именно с дублем «Кубани». Во время работы в дубле Трефилов нередко приезжал в Минск, пересекаясь с тренером команды БПИ Маратом Коганом, и даже пригласил нескольких девушек из Минска в состав «Кубани». Во время каждого тура Трефилов посещал тренерские курсы, проходившие в разных городах (в том числе в Вильнюсе и Броварах). Среди наставников, проводивших занятия на таких курсах, был и заслуженный тренер СССР Игорь Турчин, руководивший женской сборной СССР.
В дальнейшем Трефилов помогал Тарасикову в работе с «Кубанью», но 2 января 1992 года между Трефиловым и Тарасиковым произошёл разлад, приведший к уходу Трефилова из команды. По словам Евгения Васильевича, его игроков стали чаще брать в основной состав команды, но не подпускали самого Трефилова к основному составу. Попытки договориться с Тарасиковым не увенчались успехом, и в результате вспыхнувшей ссоры Трефилов ушёл из команды, несмотря на попытки Владимира Максимова примирить обоих тренеров. Случившееся не помешало Тарасикову и Трефилову работать в последующие годы вместе.

### Работа в 1990-е годы
В 1992 году Трефилов по приглашению Владимира Максимова возглавил женскую команду «Россиянка» из посёлка Городище под Волгоградом, которой руководил в первом розыгрыше чемпионата России 1992/1993. Команду основал директор птицефабрики Юрий Фролов. Начальник футбольного «Ротора» Владимир Горюнов предложил Трефилову перейти в спонсируемый им женский гандбольный «Ротор» из Волгограда, которым тогда руководил Левон Акопян, но Трефилов настоял на том, что будет тренировать именно «Россиянку». «Россиянка» завоевала бронзовые медали, а в сезоне 1993/1994 стала серебряным призёром и попала в Кубок ЕГФ, где проиграла во втором раунде «Дебрецену». Вскоре Трефилов ушёл из «Россиянки»: у птицефабрики, спонсировавшей команду, закончились деньги, и клуб прекратил существование после сезона 1995/1996.
В 1998 году Трефилов пришёл в команду «Адыиф» из Майкопа, которую на тот момент тренировал Султан Джанчатов, сделавший ставку на развитие гандбола в республике и отказавшийся от продажи перспективных спортсменок в кубанские команды. Трефилов, сменивший Джанчатова, привёз своих воспитанниц из краснодарской команды «А-Элита», но объединение команд в «Адыиф-Элита» привело к тому, что многие сильные игроки из клуба всё-таки ушли. В команде Трефилов проработал до 1999 года. Чтобы прокормить семью, Трефилов параллельно «варил» джинсы и продавал их на рынке в Майкопе, но старался скрывать это от своих подопечных. По его словам, однажды он потратил деньги, полученные от продажи квартиры, на то, чтобы поехать в Ростов-на-Дону и выкупить там четырёх игроков для одной из своих команд.

### «Лада» (Тольятти)
В сезоне 1999/2000 43-летний Трефилов стал тренером тольяттинского клуба «Лада», взяв себе в помощники Виталия Крохина. Несмотря на итоговое 4-е место в сезоне чемпионата России 1999/2000 и непопадание в еврокубковые турниры, под руководством этих двух специалистов «Лада» в последующие годы добилась значительных успехов. В сезоне 2000/2001 «Лада» стала серебряным призёром чемпионата России, а через год, в сезоне 2001/2002 «Лада» выиграла чемпионат России, победив в финале из двух матчей волгоградскую команду «Аква». Начиная с этого сезона, под руководством Трефилова «Лада» пять раз подряд выигрывала чемпионат России и один раз завоевала Кубок России. В сезоне 2001/2002 «Лада» завоевала Кубок обладателей кубков. На пути к финалу волжанки обыграли в четвертьфинале французский «Мец», а в полуфинале — польский «Заглембе» с суммарной разницей мячей «+29» за две полуфинальные встречи. В финале их противником стал румынский клуб «Олтхим». Первый матч финала Кубка прошёл уже после завершения финала чемпионата России: в первой встрече «Лада» уступила в гостях со счётом 27:32, но в ответном матче победила со счётом 28:20. По сумме двух встреч «Лада» победила со счётом 55:52 и завоевала Кубок кубков, повторив успех пятилетней давности ростовского клуба «Источник». Лучшим игроком ответного матча стала голкипер «Лады» Мария Сидорова. В Лиге чемпионов ЕГФ «Лада» дебютировала в начале 2003 года, дойдя до стадии четвертьфинала, и очень долго этот результат оставался потолком для тольяттинского клуба.
По мнению Алексея Гумянова, который в те годы тренировал дублёров «Лады», за несколько лет Трефилов собрал в команду лучших игроков страны, ослабив тем самим остальные команды, и обеспечил на долгое время лидерство «Лады» в чемпионате России. Ключевым игроком «Лады» тех времён была Анна Кареева, своевременный выход которой на поле мог изменить исход матча в пользу «Лады». Во время работы Трефилова в команде выступали такие выдающиеся игроки, как Ирина Полторацкая, Оксана Роменская, Наталья Шипилова, Полина Вяхирева, Екатерина Веткова и Инна Суслина, а с вратарём Марией Сидоровой даже заключались два контракта. Важную составляющую в успехах клуба играло финансирование команды со стороны руководства «АвтоВАЗа», которое было заинтересовано в успехах команды. Сам Трефилов утверждал, что не заключал с клубами никакие формальные контракты и никогда не выставлял клубам требования по зарплате. В то же время в последние полгода работы в тольяттинской «Ладе» он получал 2 тысячи долларов в месяц в качестве зарплаты (при том, что его подопечные получали 1500 долларов). За победу в чемпионате России команда получала по пять автомобилей, которые Трефилов распределял между игроками; игроки могли получить по 100 тысяч рублей.
В то же время Трефилову приходилось сталкиваться с разными кадровыми проблемами в «Ладе»: одни спортсменки уходили в декретный отпуск, другие уезжали играть за границу. Так, из команды ушла её лидер Ирина Полторацкая, которая перенесла операцию по замене хряща коленного сустава и какое-то время выступала за датский клуб «Слагельсе»; в датский «Свенборг» ушли играть Инна Суслина и Анна Кареева. Часть уходов игроков была связана с традиционно жёстким подходом Трефилова к подопечным: во избежание повторения подобных ситуаций ему пришлось смягчить своё отношение к игрокам. В то же время он стал заключать со спортсменками долгосрочные контракты, чтобы сохранить состав «Лады» для последующих турниров. Несколько раз Евгению Васильевичу приходилось обращаться к врачам, поскольку у него обнаруживались камни в почках: с собственных слов, проблемы с почками были вызваны тем, что он сменил воду. В последние два года со стороны руководства клуба усилилась критика по поводу тренерских качеств Трефилова, в связи с чем он начал задумываться о возможности ухода из команды. Двухматчевый финал чемпионата России 2005/2006 выдался особенно сложным для «Лады», которая с большим трудом переиграла волгоградское «Динамо»: если в первом поединке волгоградский клуб сумел оказывать достойное сопротивление, то на вторую игру у «Динамо» уже не хватило физических сил. В то же время Трефилов утверждал, что в целом слабая игра «Лады» в финальных матчах не была связана с его ожидавшимся уходом, о котором к тому моменту уже было известно.
Перед началом сезона 2006/2007 в «Ладе» полностью сменилось клубное руководство, а именно председатель совета директоров и директор клуба. По словам Трефилова, в руководство гандбольного клуба пришли «люди из Москвы»: на этом фоне ухудшились и общее отношение к гандбольной команде, и даже уровень благосостояния города. Согласно его интервью «Независимой спортивной газете» Краснодара, тренер откровенно не понимал некоторые действия администрации. В интервью журналу «Русский репортёр» он сказал, что формальным поводом для его окончательного ухода из клуба стал ультиматум администрации «Лады»: Трефилов не должен был совмещать работу клубного тренера с работой в сборной, поэтому ему предстояло сделать выбор по поводу своей дальнейшей карьеры. В итоге Евгений Васильевич покинул клуб, уступив пост Алексею Гумянову, который до этого тренировал дубль «Лады».

### «Звезда» (Звенигород)
В январе 2006 года Трефилов встречался с депутатом Законодательного собрания Краснодарского края Александром Шустенковым и заместителем губернатора Краснодарского края Николаем Долудой по поводу возможного назначения на пост тренера «Кубани». Назначение так и не состоялось, поскольку, по оценке Трефилова, состав клуба ещё был недостаточно сыгранным и опытным, чтобы бороться за чемпионский титул. В связи с этим он принял решение перейти в звенигородскую «Звезду», где были более подходящие условия для работы. К обязанностям тренера «Звезды» он приступил 23 августа 2006 года. Всего Трефилов отработал в клубе пять сезонов, которые назвал лучшими в своей тренерской карьере, несмотря на наличие не меньших успехов с «Ладой». Хотя изначально в «Звезду» Трефилов пришёл один, не переведя туда непосредственно никого из своих бывших подопечных по «Ладе», из Тольятти вслед за ним постепенно последовали и другие игроки — в том числе Оксана Роменская и Ирина Полторацкая.
В тренерском штабе Трефилова работали тренер вратарей Светлана Андрюшина; один из грамотных тренеров Виталий Крохин, помощником которого ранее был Трефилов; врач Евгений Мельников, работавший в хоккейной «Ладе», и массажист Игорь Крашенинников, работавший с Трефиловым в Пекине. Почти два года игроки «Звезды» проживали на базе «Горизонт», занимаясь там гандбольными тренировками и не отвлекаясь на посторонние вещи. Все игроки были обеспечены питанием; на базе были тренировочный зал и бассейн, но всего восемь комнат и только один туалет (это было связано с тем, что многие спортсменки ещё не завели семьи). Уже затем основатели команды во главе с губернатором Борисом Громовым добились открытия новых помещений на базе, благодаря чему условия подготовки игроков стали более комфортными. Трефилов утверждал, что условия проживания не были «казарменными», хотя иногда «случайно» нарушавшие режим игроки попадались ему на глаза.
В сезоне 2006/2007 Трефилов вместе со «Звездой» выиграл чемпионат России, победив в финале «Ладу», и завоевал Кубок ЕГФ, обыграв в финале по сумме двух матчей датский «Икаст» (в первом матче в гостях было поражение 30:35, в ответном матче дома «Лада» одержала победу 32:22). В ответном матче, проходившем в Чехове, команда Трефилова уже к 12-й минуте вела со счётом 7:2, а к перерыву счёт был 19:10 в её пользу. При счёте 13:6 вратарь Наталья Спирова вышла для отражения семиметрового броска и взяла его, во многом своим сэйвом предопределив исход матча. Окончательный счёт установила Елена Полёнова, реализовавшая семиметровый бросок, который её команда заработала в тот момент, когда прозвучала финальная сирена. По словам Евгения Трефилова, «Звезда» вопреки ожиданиям не сбавила обороты в концовке матча, а семь человек из команды во главе с голкипером Нигиной Саидовой провели выдающийся матч. Трофей чемпионов ЕГФ (он же Суперкубок ЕГФ) в 2007 году «Звезде» не покорился: победив в полуфинале кубка датский «Слагельсе» со счётом 33:27, в финале они проиграли румынском «Олтхиму» 19:23, причём во втором тайме при счёте 15:12 в свою пользу они пропустили восемь мячей подряд.
В сезоне 2007/2008 «Звезда» уступила «Ладе» в финале чемпионата России, зато впервые в истории российского гандбола выиграла женскую Лигу чемпионов ЕГФ и Суперкубок ЕГФ. В двухматчевом финале Лиги чемпионов ЕГФ «Звезда» взяла верх над австрийским клубом «Хипо» из Вены, победив 25:24 в первом матче и 31:29 в ответном матче, хотя путь звенигородской команды к финалу выдался крайне сложным. В полуфинале они в сложном двухматчевом противостоянии победили венгерский «Дьёр» в отсутствие Евгения Трефилова, который перенёс операцию по удалению паховой грыжи и смотрел матч из больницы; командой тогда руководил Виталий Крохин. Сам Трефилов в течение всего сезона говорил своим подопечным, что ему очень нужно было выиграть Лигу чемпионов ЕГФ, а для многих спортсменок финал мог стать единственным шансом выиграть турнир, поскольку часть игроков собиралась завершить карьеру по окончании сезона. Холодное отношение австрийцев к россиянам перед ответным матчем финала стало дополнительным стимулом для подопечных Трефилова: к перерыву ответной встречи счёт был 15:15, но россиянки победили со счётом 31:29 и первой из российских команд выиграли Лигу чемпионов ЕГФ. Лучшим игроком ответного матча стала Ирина Полторацкая, забросившая 10 мячей. На финале присутствовал и Трефилов, который принимал поздравления с победой от многих своих знакомых, в том числе и из Тольятти, где работал перед переходом в «Звезду».
На протяжении своей работы в «Звезде» Трефилов активно комплектовал команду за счёт россиянок, прежде выступавших за «Ладу» и затем уехавших играть за границу. Почти всех ему удалось достаточно легко уговорить перейти в «Звезду»: дольше всех он вёл переговоры по поводу Инны Суслиной, игравшей в Дании. Руководство клуба несколько раз безуспешно пыталось уговорить Трефилова приобрести для команды хотя бы одного иностранца: Трефилов признавал, что со «сборной мира» можно выиграть любой клубный турнир вплоть до гандбольной Лиги чемпионов, но хотел добиваться успехов усилиями собственных воспитанниц. С рядом игроков в клубе и сборной ему пришлось расстаться после Олимпиады в Пекине, так как возраст многих спортсменок уже превышал 30 лет, а многие из них к тому моменту уже всерьёз задумались об уходе из спорта и создании собственных семей.
14 сентября 2008 года «Звезда» выиграла ещё один еврокубок — Трофей чемпионов ЕГФ, победив в финале всё тот же австрийский «Хипо» со счётом 28:27 при ничьей 14:14 к перерыву. В дальнейшем в сезонах 2008/2009, 2009/2010 и 2010/2011 Трефилов трижды выиграл Кубок России со «Звездой», заняв дважды второе место в чемпионате (2008/2009 и 2009/2010) и один раз четвёртое (2010/2011). Команду он покинул по истечении своего контракта.

### Возвращение в «Ладу»
В сезоне 2011/12 Трефилов снова стал тренером «Лады», в руководстве которой к тому моменту уже не было её основателей — Виталия Голицына и Юрия Степанова. Согласно интервью «Русскому репортёру» от сентября 2011 года, Трефилов формально числился тренером-консультантом при клубе, поскольку работа в сборной была его основной деятельностью. С клубом Евгений Васильевич завоевал бронзовые медали чемпионата России и выиграл Кубок ЕГФ, обыграв в двухматчевом финале румынский клуб «Залэу».
11 апреля 2012 года после четвертьфинальной встречи чемпионата России против «Кубани», завершившейся победой «Лады» со счётом 35:26, Трефилов подрался с тренером соперников Алексеем Гумяновым. По словам тренера «Лады», Гумянов после матча пожал руки всем его участникам, за исключением Трефилова: когда Евгений Васильевич окликнул своего визави, тот одной рукой пожал его руку, а второй стал бить: в результате драки Трефилову «свернули половину носа» и сковырнули родимое пятно. Гумянов же утверждал, что в течение матча слышал ругань Трефилова в адрес судей и «Кубани», а после игры услышал оскорбления и в свой адрес, когда подошёл к члену тренерского штаба «Кубани» Наталье Цыганковой. После небольшой словесной перепалки Гумянов толкнул своего визави: завязалась драка, которую разняла полиция. Гумянов утверждал, что поступил так, только потому что не хотел слышать оскорбления в свой адрес. Оба были наказаны штрафом в размере 30 тысяч рублей каждому и дисквалификацией (Трефилова отстранили на три матча, а Гумянова — на пять матчей). Позже Трефилов говорил, что собирался подать заявление в полицию на Гумянова, но отказался от этой идеи после того, как адвокат предупредила о возможности привлечения к уголовной ответственности и его самого. В дальнейшем оба специалиста примирились.
18 декабря 2012 года Трефилов по состоянию здоровья покинул «Ладу». Стало известно, что через два месяца после ухода из женской сборной он прошёл медобследование, по итогам которого у тренера были выявлены подозрения на микроинсульт. Трефилов прошёл месячный курс лечения в Кисловодске, после чего вернулся к тренерским обязанностям и провёл сбор в Подмосковье, но после рекомендаций врачей решил приостановить тренерскую карьеру на неопределённое время. Его преемником в тольяттинском клубе стал Александр Овсянников. После отставки Трефилов уехал в Краснодар, заявив, что не ведёт переговоры о возвращении в «Кубань», а в случае отсутствия предложений выразил готовность устроиться в детско-юношескую спортивную школу.

### Из «Кубани» в «Астраханочку» и обратно
Возвращение Трефилова в «Кубань» состоялось 13 марта 2013 года, когда он был представлен на вечерней тренировке клуба министром физической культуры и спорта Краснодарского края Людмилой Черновой, а кандидатуру тренера поддержал губернатор края Александр Ткачёв. Трефилов сменил на посту Алексея Гумянова, отправленного в отставку за неудовлетворительные результаты (в четвертьфинале Кубка ЕГФ «Кубань» проиграла датскому «Мидтъюлланну» в первом матче). Чемпионат России в сезоне 2012/2013 «Кубань» завершила на 6-м месте, равно как и сезон 2013/2014. 1 декабря 2014 года Трефилов подал в отставку: по словам директора НП РПС «Гандбол Кубани» Эдуарда Кокшарова, команда оказалась не в состоянии бороться за призовые места. В начале 2016 года Трефилов вошёл в тренерский штаб «Астраханочки» на правах помощника тренера Михаила Серёгина, где обязался проработать до конца сезона и затем вернуться в сборную России. Команда выиграла чемпионат России 2015/2016, победив в двухматчевом финале «Ростов-Дон» (21:20, 28:26).
5 июня 2016 года, после победы сборной России над Турцией в отборочном турнире к чемпионату Европы 2016 года было объявлено, что Евгений Трефилов возвращается в «Кубань» на пост главного тренера, а 26 августа «Кубань» под руководством Трефилова провела первый матч на товарищеском турнире в Астрахани. По итогам чемпионата России 2016/2017 «Кубань» завоевала бронзовые медали, впервые за 17 лет оказавшись в призёрах чемпионата России. Сезон чемпионата России 2017/2018 «Кубань» завершила на 4-м месте, проиграв поединок за бронзовые медали «Астраханочке».
3 февраля 2019 года перед матчем «Кубани» против французского «Безансона» на групповом этапе женского Кубка ЕГФ (28:29) Трефилов почувствовал недомогание, а проведённое обследование выявило у него проблемы с сердцем. Трефилов вынужден был отправиться на углублённое обследование, а исполняющим обязанности тренера был назначен его помощник Денис Сайфулин. Результаты обследования показали, что у тренера был врождённый порок сердца, который прежде не обнаруживался врачами. Доктор объяснил Трефилову, что у того в любой момент может лопнуть дуга аорты, после чего тренер немедленно согласился на хирургическое вмешательство. Операцию провёл кардиолог Кирилл Барбухатти, которого в дальнейшем Трефилов называл своим «крёстным отцом»; сама операция состоялась 19 февраля 2019 года, а 12 марта Трефилов был выписан из больницы и отправился на реабилитацию в один из санаториев в Горячем Ключе. По словам Трефилова, врачи запретили ему смотреть гандбольные матчи в первые дни реабилитации, однако Трефилов был в курсе выступлений команды, а некоторые из игроков даже приезжали на встречу с ним в санаторий. Сайфулин же руководил «Кубанью» во всех оставшихся матчах женского Кубка ЕГФ сезона 2018/2019.
Проходя реабилитацию в Горячем Ключе, Трефилов оставался формально в тренерском штабе «Кубани», числясь тренером-консультантом. Он связывался по телефону с подопечными из «Кубани» и по громкой связи давал указания. На паркет он вернулся только во втором матче за 3-е место чемпионата России 2018/2019: его подопечные победили «Звезду» со счётом 28:26 и завоевали бронзовые медали, но на самой церемонии награждения Трефилов не присутствовал. 6 августа 2019 года президент Федерации гандбола России Сергей Шишкарёв заявил, что ушедший к тому моменту из сборной России Трефилов продолжит работу в «Кубани» на другой руководящей должности.

## Начало работы в сборных России
С национальными сборными России Трефилов начал работать в 1993 году как второй тренер женской сборной России, занимая этот пост до 1995 года. Трефилов проработал два с половиной года, прежде чем уйти из команды: причиной ухода стало его несогласие с принципами комплектования состава команды. С его слов, из 14 человек в заявке сборной до 11 человек представляли волгоградский «Ротор», руководителем которого тогда был Левон Акопян. Чуть позже тренер Владимир Максимов предложил Трефилову свозить на турнир в Португалию команду молодых гандболисток, костяк которой составляли спортсменки из Майкопа (воспитанницы школы Султана Джанчатова). Российская команда выиграла турнир в Португалии, и Трефилов согласился работать с молодёжной сборной и в дальнейшем. Костяк его команды составили такие спортсменки, как Анна Кареева, Ирина Полторацкая, Анна Игнатченко, Эльвира Ищенко, Лариса Сысоева и многие другие: Трефилов принял команду за три месяца до начала молодёжного чемпионата Европы 1996 года, проходившего в Польше среди команд не старше 19 лет, и занял с ней 3-е место.
По воспоминаниям Трефилова, на фоне игры молодёжных сборных Норвегии и Франции ему сначала показалось, что российская команда будет выступать только в качестве статиста на турнире, однако ход турнира показал обратное: россиянки опередили и норвежек, и француженок, Анна Кареева стала лучшей полусредней, а Эльвира Ищенко — лучшей разыгрывающей. На том же чемпионате две его подопечных в игре против румынок (игроки «Кубани» Саидова и Смирнова) устроили перебранку, не стесняясь в выражениях, однако всё же выиграли матч. В 1997 году в качестве второго тренера мужской сборной России (наставником сборной был Максимов) Трефилов выиграл чемпионат мира в Японии, за что был удостоен звания «Заслуженный тренер России».

## Женская сборная России

### Первый период (1999—2012)

#### Дебют на Евро-2000 и победа на ЧМ-2001
С 1999 по 2012 годы и с 2013 года по 2019 год Трефилов был главным тренером женской сборной России. В ходе первого периода своей работы он четыре раза сумел выиграть вместе со сборной России чемпионаты мира, получив награды высшего достоинства в 2001, 2005, 2007 и 2009 годах. Он завоевал с командой серебряные медали летних Олимпийских игр 2008 года в Пекине. По словам Евгения Васильевича, на должность тренера его назначили в декабре 1999 года по случайности: в тот день он приехал из Тольятти в штаб Союза гандболистов России дозаявлять игрока в «Ладу», но получил отказ. Спустя некоторое время его позвали на заседание исполкома, на котором вице-президент Союза Максим Кожухов предложил Трефилову возглавить сборную России. После минутных размышлений тренер «Лады» согласился. Позже он говорил, что работа главным тренером национальной сборной не даёт никаких привилегий ему самому.
Первым турниром, который Трефилов провёл в качестве главного тренера, стал чемпионат Европы 2000 года в Румынии, на котором россиянки завоевали бронзовую медаль, прервав затянувшуюся череду своих неудач на международных турнирах. По словам Трефилова, в самом первом матче за четыре минуты до конца встречи погасло табло, показывавшее оставшееся до конца матча время. Трефилов вынужден был постоянно подскакивать с места и спрашивать у судей, сколько оставалось до конца. В итоге российская команда выиграла встречу, переиграв дополнительно три минуты.
В 2001 году россиянки выиграли чемпионат мира в Италии, не будучи фаворитами: в групповом этапе были одержаны пять побед (в том числе над сильными командами Югославии и Южной Кореи), в четвертьфинале была обыграна чемпионка Европы 2000 года Венгрия, в полуфинале — Дания, а в финале — Норвегия, считавшаяся фаворитом решающего матча. Шесть чемпионок мира представляли «Ладу», которую одновременно тренировал Трефилов. В том же году россиянки выиграли международный турнир «Кубок Сеула».

#### Неудачи на Евро-2002, ЧМ-2003 и Евро-2004
Подготовку к чемпионату Европы 2002 года сборная России вела на базе клуба «Лада», которым руководил Трефилов, и тольяттинского клубного центра. Однако россиянки не попали в число призёров чемпионата Европы 2002 года в Дании, заняв 4-е место. На последующем чемпионате мира 2003 года, прошедшем в Хорватии, от них ожидали выхода на Олимпиаду в Афинах, однако, вопреки всем прогнозам, россиянки заняли только 7-е место, которое лишало их права попасть на Олимпийские Игры. Очень слабо выступили имевшие проблемы со здоровьем и не доведшие до конца реабилитацию Анна Кареева, Людмила Бодниева и Ирина Полторацкая.
Неудаче способствовала серия внутренних противоречий и разногласий: по словам Трефилова, кто-то из-за пределов сборной стал внушать игрокам, что Трефилов — это «диктатор с рогами, как у лося», под руководством которого нет смысла выступать за сборную. В дальнейшем Трефилов признал, что из-за чрезмерно жёсткого подхода к игрокам его команда не добилась успеха и что в той ситуации он должен был действовать более гибко. В том же 2003 году россиянки на Кубке Сеула заняли 3-е место, уступив 2-е место команде Республики Корея по лучшей разнице забитых мячей (в личной встрече была ничья 26:26) и первое место австрийскому клубу «Хипо», которому проиграли на старте со счётом 22:23.
В 2004 году россиянки, пропускавшие Олимпиаду, заняли 4-е место на чемпионате Европы в Венгрии, который фактически стал ещё и этапом подготовки к домашнему чемпионату мира 2005 года. В полуфинале россиянки уступили Дании (олимпийскому чемпиону Афин), а в матче за 3-е место проиграли Венгрии со счётом 25:29. Состав сборной России был почти полностью укомплектован молодыми спортсменками: в команде было всего три участницы турниров прошлых лет, в том числе и лидер команды Людмила Бодниева. За сборную отказались выступать на турнире Анна Кареева и Ирина Волкова, а Елена Полёнова пропустила турнир из-за травмы.

#### Вторая победа на ЧМ-2005 и «серебро» Евро-2006
Прошедший в 2005 году в Санкт-Петербурге домашний чемпионат мира принёс россиянкам второе золото мировых первенств: команда Трефилова выиграла в том турнире все 10 матчей, уверенно обыграв в полуфинале Данию, а в финале — Румынию. В победе над датчанками в полуфинале важную роль сыграла вернувшаяся в строй Ирина Полторацкая, перенёсшая в прошлом году операцию по замене хряща. Самым ценным игроком чемпионата мира была признана Людмила Бодниева. В интервью газете «Советский спорт» Трефилов заявил, что после финала к нему подошли руководители румынского клуба «Олтхим» и предложили ему стать тренером команды, пообещав зарплату в три раза большую, чем в «Ладе», однако Трефилов ответил, что у него есть моральные обязательства перед руководством Союза гандболистов России. По ходу турнира на пресс-конференциях после матчей Трефилов публично перечислял недостатки в игре своих подчинённых, и только на последней конференции заявил о полной удовлетворённости результатом: своё прежнее поведение он объяснил тем, что не хотел «выкладывать козыри раньше времени».
Перед началом чемпионата Европы 2006 года в Швеции Трефилов предполагал, что скандинавские страны приложат большие усилия, чтобы разыграть золото между собой. Победитель чемпионата Европы выходил напрямую на Олимпиаду в Пекине. На том турнире сборная России стала серебряным призёром, уступив Норвегии в финале, и Трефилов очень тяжело переживал это поражение: в течение 16 дней россиянки выкладывались в каждом турнире по максимуму, но на финальную игру у них просто не хватило сил. За серебряные медали Трефилов получил премию в размере 7 тысяч рублей.

#### Третья победа на ЧМ-2007
В 2007 году россиянки участвовали в чемпионате мира во Франции, победитель которого выходил на Олимпиаду напрямую. Трефилов очень хотел выиграть этот чемпионат, чтобы не бороться за оставшуюся путёвку в весеннем олимпийском квалификационном турнире. В то же время он опасался того, что ему придётся уйти в отставку в случае неудачи. Чемпионат сложился для россиянок тяжело, поскольку в заявку не попали из-за травм Людмила Бодниева и Татьяна Ализар. График матчей и тренировок был настолько плотным, что не оставлял фактически никаких свободных дней. На первом групповом этапе Россия сыграла вничью с Бразилией: за день до игры, по словам Трефилова, его подопечные решили просто прогуляться по Парижу и развеяться, однако к игре вышли не в полной готовности. На втором групповом этапе команда России уступила Норвегии со счётом 21:22.
В четвертьфинале против Венгрии россиянки, уступая по ходу матча с разницей в шесть мячей, сумели спасти встречу и вырвать победу. В полуфинале они победили Румынию со счётом 30:20, причём Трефилов на первой тренировке перед этой игрой прикрикнул на Оксану Роменскую, за которую заступились другие спортсменки, набросившиеся на тренера. Уже после финала он объяснил, что хотел таким способом завести команду перед решающими матчами и что о подобном приёме он прочитал в книгах Анатолия Евтушенко. К финалу у россиянок из основного состава выбыли из-за травм пятеро игроков, в том числе и Наталья Шипилова, получившая в полуфинале против Румынии серьёзную травму. В финальном матче единственный полевой игрок основного состава, Оксана Роменская, играла с температурой. Несмотря на травмы и на статус противника, в финале Россия сумела выстоять против фирменных норвежских быстрых контратак и одержать победу со счётом 29:24, хотя на 47-й минуте преимущество россиянок составляло всего один мяч. Впервые с 1992 года женская сборная России вышла на летние Олимпийские игры. Формально Россия квалифицировалась на Олимпиаду после того, как Норвегия, уже получившая олимпийскую путёвку за победу на чемпионате Европы, вышла в финал: разыгрываемая на чемпионате мира олимпийская путёвка в таком случае автоматически доставалась второму финалисту.
В заявке сборной выступало семь игроков звенигородской «Звезды», которая была базовым клубом сборной при Трефилове и использовалась для формирования костяка сборной. По оценке Трефилова, тот состав позволял ему делать по три-четыре равноценных замены, что обеспечивало игровое преимущество. Призовые от гандбольной федерации за победу на чемпионате мира составили 1000 долларов Трефилову и 7 тысяч долларов каждой спортсменке. В символическую сборную чемпионата попали Полина Вяхирева и Яна Ускова.

#### «Серебро» на Олимпиаде-2008 и «бронза» на Евро-2008
В связи с перенесённой Трефиловым операцией его участие в Пекинской Олимпиаде оказалось под вопросом: окончательный выбор 16 игроков из 21 кандидата был проведён не совсем корректно, и команду в итоге пришлось формировать уже «с колёс». Для психологической подготовки сборной в штаб включили массажиста Игоря Крашенинникова, который ввёл в Пекине традицию лежать на массажных столиках и включать песни Высоцкого, настраивая на матч и игроков, и Трефилова. По ходу турнира большим ударом для российской сборной стала травма Анны Кареевой уже во втором матче, после которой команда не смогла перестроить свою игру; у команды практически не было разгрузочных дней. Ещё один лидер сборной, Людмила Постнова, испытывала серьёзные проблемы со спиной на протяжении турнира.
В финал россиянки вышли после трудных побед, одержанных над Францией (с учётом двух овертаймов) и над Венгрией в полуфинале. В четвертьфинале в какой-то момент Оксана Роменская подошла к Трефилову со словами негодования по поводу судейства, что переросло в перепалку. Эти кадры не попали в прямой эфир российского телевидения только потому, что Роменская дозвонилась до комментатора Сергея Приголовкина и предупредила его о случившемся. За 12 секунд до конца овертайма Трефилов попросил Ирину Полторацкую забрать мяч, постучать об пол, пройти и бросить за ворота, однако Полторацкая попала прямо в руки голкиперу. Оставалось 8 секунд до конца овертайма, когда француженки, воспользовавшись ошибкой Полторацкой, перешли в контратаку: к счастью для россиянок, они не смогли сравнять счёт. Если четвертьфинал и полуфинал россиянки провели в относительно равной борьбе, то в финале Норвегия переиграла их по всем статьям: к 14-й минуте счёт был 3:13 в пользу норвежек, а к финальной сирене — 27:34 в их же пользу. Россиянки, завоевав серебряные медали в Пекине, не смогли показать такую же убедительную игру, как на прошлогоднем чемпионате мира. По словам Трефилова, к финалу у него выбыли все лидеры команды, а из находившихся в строю игроков никто не мог переломить ход матча.
На пресс-конференции после финала журналисты, подчёркивая первую завоёванную российской женской сборной медаль на Олимпиадах, всячески пытались поддержать Трефилова, который публично обвинял себя в поражении, и заступались за него перед теми, кто критиковал его методы подготовки. Комментируя свой первый период работы в сборной (1999—2012 годы), Трефилов говорил, что те составы, которые боролись за поездку на Олимпиаду в Афины и выступали на играх в Пекине, были в некоторых компонентах игры сильнее победного состава в Рио-де-Жанейро, однако им не удалось завоевать золото Олимпийских игр. За полученные серебряные медали Пекина каждая из спортсменок получила автомобиль BMW, в то время как тренерскому штабу никакие подобные премии не были предусмотрены. В том же году россиянки стали бронзовыми призёрами чемпионата Европы в Македонии: в заявку из 16 игроков были включены всего пять участниц пекинской Олимпиады, что не помешало Трефилову попасть в тройку призёров. Часть гандболисток завершили игровую карьеру после пекинской Олимпиады, и Трефилов не стал их переубеждать.

#### Четвёртая победа на ЧМ-2009
Последним успехом сборной России в первый период работы Евгения Трефилова стал четвёртый титул чемпионок мира, завоёванный в 2009 году в Китае. От российской сборной не ждали успеха, поскольку в заявке сборной были многие игроки, не восстановившиеся до конца от травм. В частности, по этой причине не в полную силу играли лидеры сборной Екатерина Андрюшина и Людмила Постнова, а также Ольга Левина, травмировавшая перед турниром голеностоп и выступавшая в течение ЧМ на уколах. Часть игроков ушла в декретный отпуск, что ослабило состав сборной, заявленный на турнир.
Однако за счёт проявленного характера россиянки смогли в полуфинале переиграть Норвегию, которую Трефилов называл своим главным мотиватором для осуществления тренерской деятельности в гандболе, а в финале — Францию, взяв у француженок реванш за поражение во втором групповом этапе. Перед финалом травму на предматчевой разминке получила Инна Суслина, однако сменившая её Анна Седойкина помогла команде победить, а Дарья Дмитриева в финале показала убедительную игру на фоне игравших не в полную силу лидеров. По итогам турнира в символическую сборную попала и Людмила Постнова.

#### Неудачи на Евро-2010 и ЧМ-2011

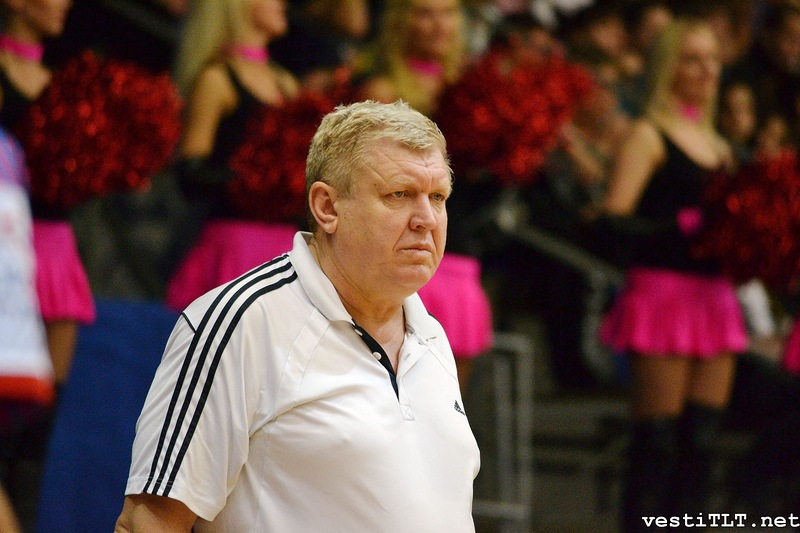
Трефилов на матче отборочного цикла чемпионата Европы 2012 года между Россией и Польшей

Далее последовала череда неудач: в 2010 году россиянки заняли 7-е место на чемпионате Европы, проходившем в Дании и Норвегии, причём они не сумели выйти в полуфинал второго группового этапа после двух поражений, и Трефилов признал, что его сборная не заслужила попадания в призёры. В адрес Трефилова стали звучать призывы прекратить совмещение клубной тренерской деятельности с работой в сборной, но эти претензии Трефилов отверг, заявив, что корни неудачи кроются не в совмещении должностей. Он отметил несыгранность двух групп игроков сборной, которые, по его мнению, встретились «только в аэропорту».
В 2011 году россиянки заняли 6-е место на чемпионате мира в Бразилии, уступив в четвертьфинале Франции 23:25, а в утешительном турнире проиграв Бразилии со счётом 20:36, что стало крупнейшим на тот момент поражением российской сборной. Трефилов считал формулу чемпионата крайне неудачной, поскольку поддерживать форму на пике могли не все команды-участницы чемпионата, но констатировал, что его сборная после поражения в четвертьфинале попросту перестала играть в полную силу.

#### Провал на Олимпиаде-2012
Перед началом лондонской Олимпиады 2012 года был оглашён расширенный список кандидатов в сборную России, в котором присутствовали не только игроки «Лады», которую тренировал Трефилов, но и спортсменки из «Ростов-Дона», звенигородской «Звезды», «Астраханочки», краснодарской «Кубани» и волгоградского «Динамо», выигравшего чемпионат: сборы в Новогорске прошли с участием всех игроков из расширенного списка. Однако в окончательную заявку сборной на Олимпиаду вошли семь человек из «Лады», тренируемой Трефиловым, четыре человека из астраханского «Динамо», ставшего чемпионом страны в минувшем сезоне, и одна спортсменка из занявшего 2-е место «Ростов-Дона». Уже после Олимпиады Евгений Васильевич объяснил, что таких игроков, как Ирина Близнова из «Лады», он включил только по той причине, что на её позицию просто некого было больше ставить. Поскольку игроки «Лады» в мае вынуждены были выступать сразу в трёх турнирах — чемпионате России, Кубке России и Кубке ЕГФ, это негативно сказалось и на их функциональной готовности к Олимпиаде в Лондоне. Подготовку к играм россиянки осуществляли в Португалии. Из-за травмы в заявку сборной не попала вратарь Виктория Калинина. В целом, по словам Трефилова, подготовка к турниру была сопряжена со множеством скандалов: в частности, багаж для нужд сборной пришёл с опозданием на три дня, а Союз гандболистов России выделил команде всего 9 дней на подготовительные сборы.
На самой Олимпиаде россиянки заняли 3-е место на групповом этапе, обыграв команды Анголы (30:27), Великобритании (37:16) и Бразилии (31:27), уступив Хорватии (28:30) и сыграв вничью с Черногорией (25:25). В четвертьфинале они выбыли из борьбы, проиграв сборной Республики Корея со счётом 23:24 при том, что к перерыву они уступали 11:14. По итогам игр в общем зачёте россиянки заняли 8-е место. Четвертьфинал против Кореи ознаменовался тем, что россиянки вели в счёте только в начале встречи, а в остальное игровое время были в роли догоняющих: шанс перевести игру в овертайм они упустили, не реализовав бросок со стандарта на последних секундах второго тайма. В концовке матча лидер россиянок Эмилия Турей не реализовала семиметровый бросок и выход один на один с вратарём, упустив возможность спасти игру в основное время. Игра российской сборной на Олимпиаде и вылет на стадии четвертьфинала стали объектами разгромной критики в российских спортивных СМИ.
Выступление в Лондоне Трефилов признал своей главной тренерской неудачей, назвав её «жёсткой посадкой с поломкой шасси» и посетовав на нехватку молодых игроков в российской сборной в последние годы. По его словам, вратари и игроки обороны сыграли в Лондоне намного ниже своего уровня. После матча с кореянками он заявил, что готов оставить пост тренера, хотя в интервью агентству Reuters сказал, что его отставка не способна остановить в одночасье кризис в российском гандболе и немедленно изменить ситуацию к лучшему. Трефилов упрекнул руководство Союза гандболистов России в том, что оно не помогало ему при подготовке сборной, а пыталось с 2010 года добиться его замены на другого тренера. В Союзе гандболистов России отвергли претензии Трефилова, отметив, что СГР шёл ему навстречу, позволив команде начать готовиться к Олимпиаде раньше всех других сборных. СГР раскритиковал совмещение Трефиловым клубной работы в «Ладе» с работой в сборной: первый вице-президент СГР Андрей Лавров за полгода до игр безуспешно пытался убедить Трефилова отложить работу в клубе на время подготовки к Олимпиаде. На фоне неудачи Трефилов заявил об отсутствии у молодёжных и юношеских сборных России потенциала для удачных выступлений, что вызвало искреннее удивление в Союзе гандболистов России.

### Первая отставка
30 августа 2012 года руководители ведущих гандбольных клубов России направили открытое письмо в адрес министра спорта Виталия Мутко, выразив в нём недоверие Трефилову на фоне неудачного выступления сборной на Олимпиаде. Они называли его методы «устаревшими» и выражали недовольство тем, что тренерскому совету не давали влиять на процесс комплектования сборной и что Трефилов оборвал все связи с клубами. Они критиковали идею использования тольяттинской «Лады» в качестве базового клуба сборной и принятые Трефиловым кадровые решения по подготовке сборной к Олимпиаде. Комментируя письмо, Трефилов назвал его ожидаемым, но заявил, что авторы письма «пошли ва-банк», чтобы убедить министра спорта сменить тренера сборной, хотя сам тот просил спортивных руководителей не торопиться с выводами и подождать какое-то время. Некоторые российские игроки, не одобрявшие сопряжённую с постоянной руганью (иногда с использованием нецензурной лексики) манеру работы Трефилова, тоже считали, что его отставка не сможет обеспечить разрешение всех накопившихся в российском гандболе проблем, и предлагали даже назначить Трефилову «адекватных помощников».
3 сентября состоялось заседание исполкома Союза гандболистов России, по итогам которого работу Трефилова признали неудовлетворительной, постановив к 1 октября обозначить круг претендентов на пост главного тренера. В докладе по поводу выступления женской сборной Трефилов говорил о перегруженности календаря, отсутствии контакта с членами исполкома и проблемами с формой команды. Доклад показался членам исполкома СГР нескладным и бессистемным, поскольку не соответствовал ряду реальных фактов. В поддержку Трефилова не высказался никто из исполкома СГР или руководителей клубов Суперлиги, и на основании принятого СГР решения Трефилов покинул пост тренера женской сборной. Всего в первый период работы Евгения Васильевича россиянки сыграли 115 матчей в финальных этапах чемпионатов Европы, мира и Олимпийских игр, в которых было одержано 85 побед, 6 матчей завершились вничью и ещё 24 встречи россиянки проиграли.
На исполкоме было принято решение поручить тренерской комиссии во главе с Владимиром Максимовым представить до 17 сентября кандидатуру временно исполняющего обязанности главного тренера. Преемником Трефилова в итоге стал Виталий Крохин, который намеревался использовать новые методы построения тренировочного процесса: на чемпионате Европы в конце 2012 года россиянки заняли 6-е место, причём в составе сборной на том турнире были только шесть человек, ранее выступавшие под руководством Трефилова.

### Второй период (2013—2019)

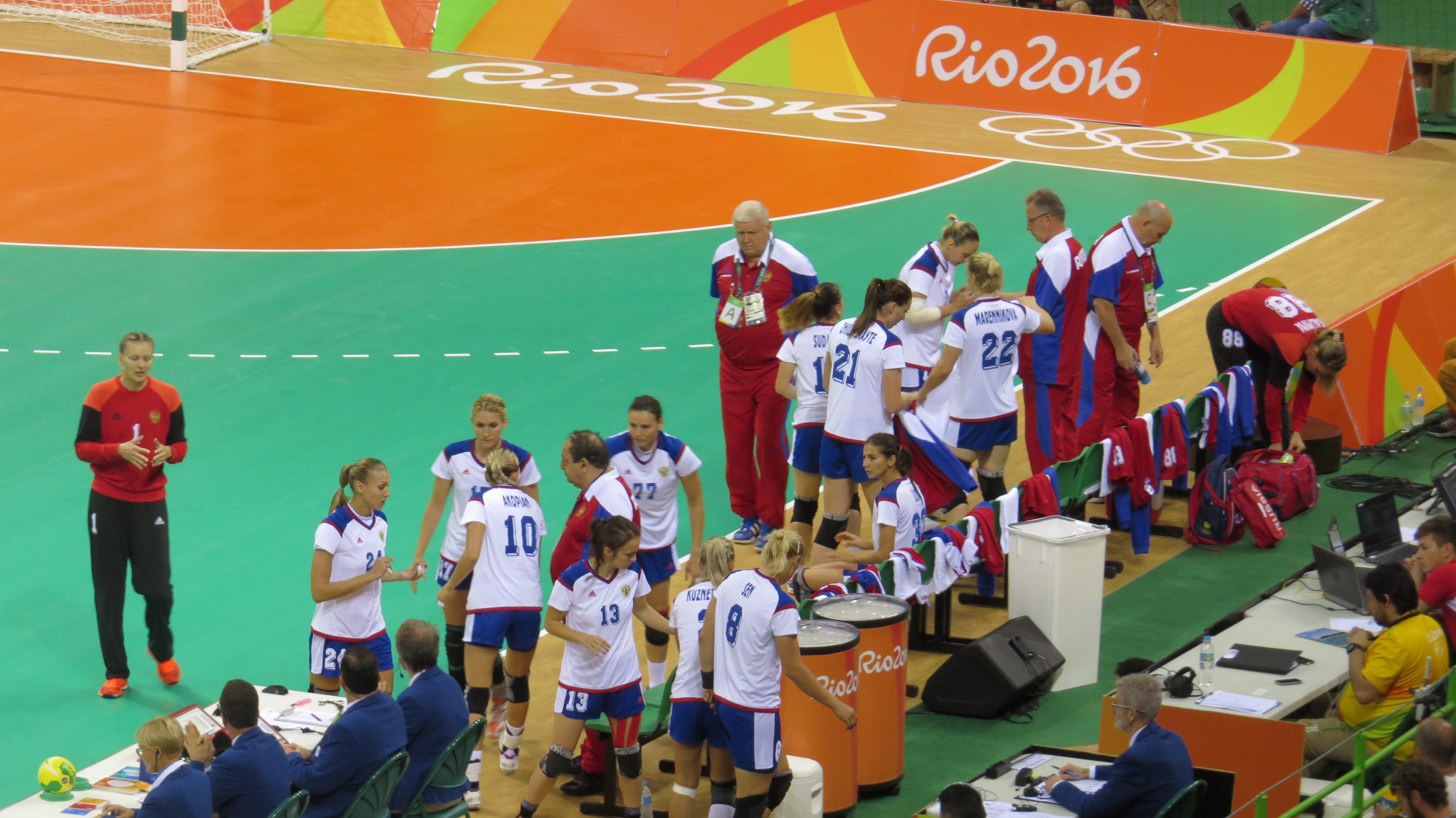
Евгений Трефилов (в центре) во время Олимпийских игр 2016 года

#### Неудача на Евро-2014 и четвертьфинал ЧМ-2015
Женская сборная не сумела могла попасть на чемпионат мира 2013 года, проиграв сборной Нидерландов по сумме двух стыковых матчей, и это стало причиной возвращения Трефилова в сборную. На выборах нового тренера основным конкурентом Трефилова считался Вячеслав Кириленко, выигравший в 2008 году Кубок ЕГФ с волгоградским «Динамо». Из девяти исполкома ФГР России 5 проголосовали за возвращение Трефилова, 4 — против, причём возвращение Трефилова поддержал Виталий Мутко. Трефилов вернулся на тренерский пост 16 сентября 2013 года, незадолго до матча отборочного турнира к чемпионату Европы 2014 года против сборной Германии, который должен был состояться 23 октября. ФГР не возражала против совмещения Трефиловым работы в «Кубани» и сборной России. К новому президенту Федерации гандбола России Сергею Шишкарёву Трефилов поначалу относился с недоверием, однако позже получил от него карт-бланш.
Первый турнир Трефилова после возвращения оказался неудачным: на чемпионате Европы 2014 года, проходившем в Хорватии и Венгрии, команда показала невыразительную игру и заняла 14-е место, что стало худшим в её истории результатом, а на самом Евро россиянки заработали рекордное количество пенальти в свои ворота и фолов в нападении. На турнире россиянки проиграли сборным Польши (26:29) и Испании (24:25), а также сыграли вничью с Венгрией (29:29). Трефилов выразил готовность покинуть сборную России в случае, если она не отберётся на чемпионат мира 2015 года.
В марте 2015 года ряд игроков «Ростов-Дона» бойкотировали учебно-тренировочный сбор сборной в канун ответственного матча отборочного турнира к чемпионату мира против сборной Германии. От имени нескольких гандболисток было опубликовано открытое письмо, в котором они заявили, что не будут играть за сборную при Трефилове: это заявление тренер расценил как демарш. В то же время, по словам Ирины Близновой, неизвестными лицами присылались в «Ладу» письма с просьбой аналогично выступить против Трефилова, однако никто из игроков эти письма не подписал. Благодаря старшему тренеру Виктору Рябых, который вызвал в сборную нескольких игроков из волгоградского «Динамо» (в том числе Анну Кочетову), сборная России сумела победить Германию в отборочном матче и вышла в финальную часть чемпионата мира в Дании. На самом турнире россиянки обыграли Норвегию (будущего чемпиона) и Румынию (будущего бронзового призёра), проведя всего 9 встреч и победив в 8 из них, но единственное поражение потерпели в четвертьфинале от сборной Польши со счётом 20:21.

#### «Золото» Олимпиады-2016

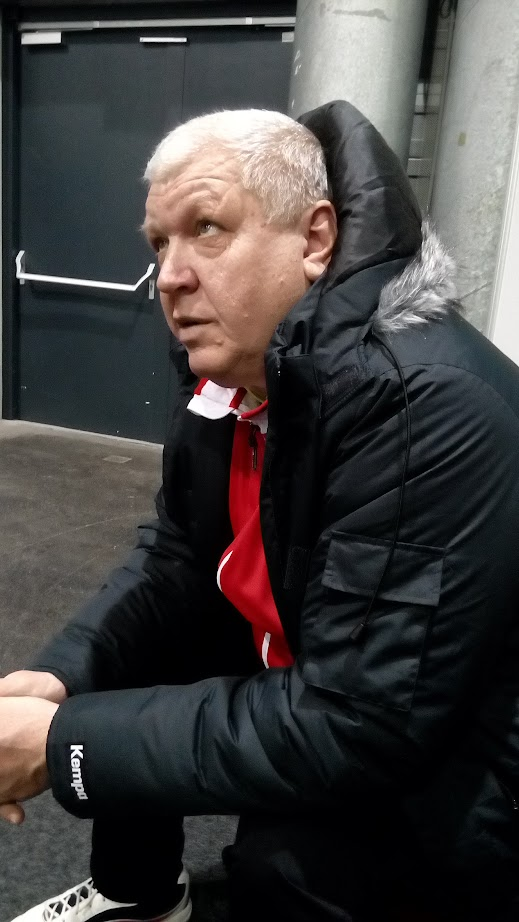
Трефилов во время чемпионата мира 2017 года в Германии

В 2016 году Евгений Трефилов квалифицировался с российской сборной на Олимпиаду в Рио-де-Жанейро: россиянки выиграли домашний квалификационный турнир в Астрахани, опередив команды Швеции и Польши. От команды Трефилова перед началом турнира не ждали золотых медалей: по словам самого Трефилова, при формировании состава ему приходилось выбирать кандидатов всего из 21 человека при отсутствии какой-либо серьёзной конкуренции. Он предложил возглавить сборную Владимиру Максимову, выразив готовность поработать вторым тренером, но тот отказался. Перед турниром команда провела сбор по общей физической подготовке в Сочи.
В Рио россиянки выиграли все матчи на групповом этапе и в плей-офф, завоевав титул олимпийских чемпионок. На групповом этапе россиянки победили команды Республики Корея (30:25), Франции (26:25), Швеции (36:34), Аргентины (35:29) и Нидерландов (38:34). Уже на групповом этапе для россиянок матчи складывались сложно: россиянки уступали по ходу встреч против Кореи, Франции и Швеции (в матче против Кореи в какой-то момент разница в счёте достигла 6 мячей в пользу кореянок), но находили в себе силы отыграться. По словам Трефилова, на групповом этапе в матчах против Аргентины и Франции россиянки играли «безвольно», но всё же сумели победить в обоих случаях. Во всех остальных встречах группового этапа и плей-офф россиянки демонстрировали своё желание победить в любых обстоятельствах. После матча против Швеции Трефилов организовал для сборной выезд в город: команда посетила пляж Копакабана и пообедала в рыбном ресторане. В последующих матчах на стадии плей-офф россиянки обыграли в четвертьфинале Анголу (31:27), в полуфинале — Норвегию (38:37 в овертайме), в финале — Францию (22:19). Несмотря на травму голкипера Анны Седойкиной, команда сумела пережить эту потерю и довести турнир до победного конца. Матч против гандболисток Норвегии, двукратных олимпийских чемпионок, стал одной из самых запоминающихся встреч турнира, исход которой решился только в овертайме.
В игре с Норвегией в первом тайме россиянки находились в роли догоняющих, уступая один-два мяча и постоянно ошибаясь, но сумели уйти на перерыв с преимуществом в два мяча. Во втором тайме в роли догоняющих уже была Норвегия, однако её усилий хватило на то, чтобы сравнять счёт за секунды до финальной сирены и перевести игру в овертайм. По ходу матча вратарь норвежек Катрин Лунде отразила несколько 7-метровых бросков: все штатные пенальтистки российской сборной не могли её переиграть, а сделать это смогла только с 4-й попытки Анна Вяхирева, но она же за 4 минуты до финальной сирены при счёте 28:27 не реализовала свой 7-метровый, попав в перекладину. В овертайме Трефилов выпустил на паркет Екатерину Маренникову, которая не выходила в основное время, но отличилась в овертайме заброшенным мячом. При счёте 34:34 россиянки получили право на очередной 7-метровый бросок: Екатерина Ильина, отличившаяся во втором тайме и сумевшая переиграть Лунде, реализовала свой второй бросок в овертайме, но тут же норвежки заработали ответный 7-метровый и успешно его исполнили. За 30 секунд до конца дополнительного времени при счёте 37:37 Владлена Бобровникова заработала очередной 7-метровый: его вызвалась бросать всё та же Ильина и справилась с этой задачей. Фактически победа 38:37 была зафиксирована после того, как за секунды до финальной сирены Камилла Херрем промахнулась при броске с крайне острого угла.
Выход в финал Олимпиады россиянки праздновали, не сдерживая ни слёз, ни победных криков. В финале, состоявшемся через двое суток, россиянки победили Францию со счётом 22:19, лидируя к перерыву со счётом 10:7. Самообладание в этом матче россиянки не теряли до самой финальной сирены, несмотря на большое количество попаданий в каркас ворот после бросков. Трефилов рассказывал, что перед финалом у него было твёрдое ощущение того, что россиянки победят, хотя прежде перед финальными матчами он старался отгонять такие мысли, чтобы не потерять концентрацию. По возвращении из Рио женская сборная отметила победу в ресторане Центра международной торговли на Красной Пресне вместе с президентом ФГР Сергеем Шишкарёвым, а затем отправилась на официальный приём в Кремль. Присутствовавший на праздновании в ресторане вице-премьер Дмитрий Рогозин вручил Трефилову адмиральский кортик ручной работы. 2 сентября того же года Трефилов стал гостем программы «Вечерний Ургант» вместе с Екатериной Ильиной и Анной Вяхиревой. За успешную подготовку сборной Трефилов был награждён орденом Дружбы.
Комментируя успех сборной, Трефилов говорил, что основным фактором победы россиянок на Олимпиаде в Рио стала упорная работа: россиянки показали сильную и убедительную игру на турнире, ответив ею на постоянные провокации и оскорбления отдельных лиц, связанные с допинговым скандалом. Федерация гандбола России изменила календарь так, чтобы у тренерского штаба было больше времени на подготовку к играм, чем в Лондоне. В ходе турнира Трефилов задействовал всех из 14 спортсменок, включённых в заявку сборной, позволив каждой из них выйти на паркет хотя бы на короткое время. Важную роль в победе команды сыграла вратарь Татьяна Ерохина, которая стала основным вратарём после ухода из сборной Инны Суслиной и Марии Сидоровой. В целом, по словам Трефилова, команда успешно пережила смену поколений и выиграла золотые медали.
Всего под руководством Трефилова сборная России с декабря 2015 года, когда проходил чемпионат мира, и до олимпийского финала против Франции провела 23 матча, одержав в них 22 победы. В тренерском штабе Трефилова со сборной на чемпионате мира 2015 года работали Левон Акопян и Виктор Рябых, но на Олимпиаду поехал только Акопян. Ряд игроков сборной объявили о завершении игровой карьеры после Рио, решив сосредоточиться на собственных семьях, и Трефилов поддержал их решение.

#### Неудачи на Евро-2016 и ЧМ-2017
В декабре того же года россиянки участвовали в чемпионате Европы в Швеции, выступая сильно обновлённым составом. Выигравшие в Рио-де-Жанейро золотые олимпийские медали Татьяна Ерохина, Ирина Близнова и Ольга Акопян завершили игровую карьеру, а Екатерина Маренникова решила сосредоточиться на клубных соревнованиях. Из-за травм в заявку не попали Анна Седойкиноа, Екатерина Ильина и Полина Кузнецова, а Майя Петрова из-за слабой игры отказалась от вызова в сборную. Сыграв вничью с Данией (26:26) в предпоследнем матче второго группового этапа, сборная России досрочно лишилась шансов на выход в полуфинал и продолжение борьбы за медали. Трефилов, по собственным словам, хотел после этого матча покинуть сборную, но позже раздумал. По его мнению, состав на этом Евро не был сыгранным и не работал слаженно, показав игру намного ниже по качеству, чем на Олимпиаде в Рио. По ходу матча против Чехии Трефилов в тайм-ауте даже грубо выразился в адрес неубедительно игравшей Анны Вяхиревой, заявив «Будешь сидеть в своём вонючем Ростове», за что позже был вынужден извиниться перед болельщиками клуба «Ростов-Дон» и жителями Ростова-на-Дону.
Перед чемпионатом мира 2017 года в Германии россиянки рассматривались прессой как один из претендентов на медали: в канун турнира сборная России выступила на Møbelringen Cup, заняв 2-е место и уступив по пенальти Норвегии. Капитаном сборной на чемпионате мира была назначена Анна Кочетова. Однако россиянки выбыли из борьбы уже в четвертьфинале, разгромно проиграв Норвегии со счётом 17:34. Критически оценивая выступление своей сборной, Трефилов заметил, что собрал в сборную всех доступных сильнейших игроков и что на учебно-тренировочный сбор для его подопечных ФГР выделила только два дня.

#### «Серебро» Евро-2018
Через год, в 2018 году Евгений Трефилов дошёл со сборной России до финала чемпионата Европы, проходившего во Франции: россиянки обыграли Румынию 28:22 и впервые за 12 лет вышли в финал. Однако в финале россиянки проиграли Франции (сборной страны-хозяйки турнира) со счётом 21:24: поражению способствовали мощная поддержка хозяек со стороны болельщиков и в какой-то степени спорное судейство. Трефилов говорил, что его желание выиграть чемпионат Европы так и не исполнилось из-за проблем с составом и противоречий в отношениях с клубами, хотя всё это время у него сохранялись как интерес к работе, так и стремление победить.

### Вторая отставка
Сборы национальной сборной России, состоявшиеся в июне 2019 года, Евгений Васильевич пропустил, что было связано с восстановлением после перенесённой в феврале того же года операции на сердце, а 5 августа 2019 года он объявил об окончательном уходе с поста тренера сборной России по состоянию здоровья. Преемником Трефилова в канун чемпионата мира в Японии стал испанец Амброс Мартин. Сам Трефилов, который на матчах чемпионата мира присутствовал в качестве зрителя, стал вице-президентом Федерации гандбола России, отметив, что решение об уходе из сборной ему далось с большим трудом, однако собственное здоровье оказалось намного более важным. В 2020 году в интервью «Матч ТВ» он выражал сожаление по поводу того, что ему больше не выпадет возможность бороться за золотые медали чемпионата Европы, хотя подчеркнул, что на чемпионате мира в Японии слишком сильно переживал и поэтому вряд ли может вернуться на пост главного тренера сборной.

## Последующая гандбольная деятельность
28 августа 2019 года генеральный директор клуба «Кубань» Сергей Вальтер заявил, что Трефилов займёт пост почётного президента клуба, в то время как Трефилов сообщил, что будет продолжать консультировать старшего тренера команды Дениса Сайфулина. Во время пандемии COVID-19 он оставался дома в Краснодаре, выходя только в магазин за продуктами, а тренировочным процессом руководил дистанционно — клуб отправлял игрокам задания, а те присылали клубу видеозаписи тренировок утром и вечером.
На летнюю Олимпиаду в Токио Трефилов должен был ехать как тренер-консультант команды ОКР, однако 27 июня 2021 года стало известно, что он снял с себя эти полномочия и будет присутствовать на Олимпиаде только в качестве первого вице-президента Федерации гандбола России. На самой Олимпиаде Трефилов присутствовал в качестве зрителя и болельщика, который следил за матчами мужских сборных, но говорил в интервью, что будет использовать ноутбук для поддержки связи с командой. Нередко Евгений Васильевич пытался что-то кричать с трибуны гандболисткам команды ОКР, на что обращали внимание игроки сборных Норвегии и Нидерландов, и вскоре ему запретили делать подсказки в связи с антиковидным протоколом. У самого тренера тоже был выявлен коронавирус: хотя ему удалось вылечиться, это дало осложнения на суставы.
Состояние здоровья не позволяло Трефилову вернуться в сборную, и 29 сентября 2021 года он вошёл в Тренерский совет Федерации гандбола России. На женский чемпионат мира 2021 года, проходивший в Испании, Трефилов не поехал, оставшись в Краснодаре. 24 декабря того же года Трефилов не был переизбран в исполком Федерации гандбола России, в который он прежде входил. 4 сентября 2024 года, в день своего 69-летия, Евгений Трефилов перенёс операцию на почках в одной из больниц Краснодара.

## Тренерский стиль

### Эмоциональное поведение
Евгений Трефилов известен в гандбольном мире как крайне эмоциональный, харизматичный и азартный специалист, чей образ полностью противоположен типичному европейскому тренеру. На тренировках и матчах он, не сдерживая эмоции, громко кричал и даже ругался на игроков (в том числе с использованием грубых выражений), критикуя их за недостаточное упорство во время игрового эпизода или за допущенные по ходу матча грубые ошибки. По его словам, игрок, выступающий ниже своего уровня, должен быть готов к жёсткой критике. Точно так же он, активно жестикулируя, громко передавал указания своим подопечным во время тайм-аутов. Иногда он даже выгонял игроков из спортзала после ожесточенных споров. Трефилов утверждал, что, крича на игроков, злился ещё и на себя за то, что сам не доработал с игроками спорный момент. Свою привычку кричать на спортсменок по ходу матча он считал неуместной, хотя не мог от неё избавиться. Тренер утверждал, что ему было трудно понять поведение тренеров, предпочитающих молчать во время матчей, и признавал, что иногда между тренерами «старой школы» и молодыми спортсменами могло не быть взаимопонимания.
Содержания некоторых выступлений Трефилова удостаивались внимания СМИ. Так, в 2007 году на одном из товарищеских турниров в Орхусе встречались сборные Бразилии и России: датский телеканал TV 2 перевёл реплики, которые выкрикивал Трефилов в адрес игроков. Российская делегация утверждала, что датчане при переводе не учитывали контекст, в котором Трефилов что-либо кричал. Помощник тренера сборной Дании Ким Йенсен был среди тех, кому переводили гневные реплики Трефилова в адрес игроков, и задался вопросом, носили ли эти высказывания шуточный характер или нет. В 2011 году после поражения «Звезды» в матче чемпионата России против «Ростов-Дона» Трефилов в течение получаса отчитывал своих подопечных в раздевалке, отобрав приз лучшему игроку, вручённый гандболистке Екатерине Ветковой, и бросив его об пол, а вручённый ей букет цветов швырнув в урну. Свой поступок он объяснял тем, что Веткова требовала убрать с площадки Анну Сень, хотя сама в ходе серии пенальти дважды не реализовала свои попытки, чем он был крайне возмущён и в сердцах заявил, что Ветковой якобы специально дали приз за неудачную игру. После другого матча он кинул в раздевалке клуба под скамью бутылку с «колой», но вскоре стали появляться публикации, в которых журналисты связали воедино эти эпизоды и заявляли, что Трефилов якобы прицельно метнул бутылку в Веткову.
В то же время в решающие моменты матчей он был способен не только взбодрить, но и успокоить разволновавшуюся команду. Так, в последние два тайм-аута полуфинала Олимпиады 2016 года против Норвегии Трефилов чётко расписал россиянкам план действий, не переходя на крик. Признавая факт того, что он ругал своих подопечных, Евгений Васильевич подчёркивал, что за свою тренерскую карьеру никогда не позволял себе «переходить грань»: в отличие от таких людей, как Михаил Мамиашвили, он не применял рукоприкладство в отношении своих игроков. После каждой игры Трефилов всегда уходил в раздевалку, где ждал свою команду, а на церемониях награждения не появлялся: своё отсутствие он объяснял тем, что боялся во время празднования выглядеть «по-дурацки». После окончания каждого турнира он ощущал себя эмоционально опустошённым, поскольку вымещал все эмоции во время решающих матчей, однако уже на следующий день был готов решать новые тренерские задачи.

### Внутрикомандная дисциплина
Предыгровые собрания с командой Трефилов проводил в жёстком стиле, иногда переходя на крик, чтобы побудить игроков к активным действиям. По его мнению, «демократический» характер собрания при отсутствии претензий к игрокам мог повлечь за собой неубедительную игру: подобное «мягкое» собрание имело место перед финалом Пекинской Олимпиады и повлияло на отсутствие настроя на матч. Аналогичные собрания, на которых Трефилов отчитывал команду, проводились и после матчей: по словам спортивного журналиста Петера Брунна, Трефилова хорошо было слышно из раздевалки. Факт споров между тренерским штабом и спортсменками по поводу проведённого матча Трефилов считал хорошим признаком, так как это говорило, что гандболистки имеют своё мнение и готовы его отстаивать. В то же время подходы Трефилова к тренировкам и проведению собраний приводили к тому, что спортсменки отказывались играть в его командах, а иногда из-за этого завершали карьеру. Евгений Васильевич признавал, что некоторые из принятых им решений в клубах или сборной действительно могли кому-то из спортсменок «сломать жизнь».
Некоторых игроков Трефилов исключал из команды именно за открытое выражение недовольства методами его работы. Уход других спортсменок он объяснял тем, что они не выдерживали предлагаемый им тренировочный процесс, но отмечал, что многие из изначально ушедших затем возвращались к нему в команду и даже примирялись. Одновременно он считал каждую свою команду своей семьёй и стремился решать все проблемы, возникавшие у спортсменок (вплоть до необходимости уходить в декрет), хотя иногда его действия представляли собой прямое вмешательство в личную жизнь спортсменки. Иногда он организовывал отлучки или поездки для уставших игроков, которым нужно было сменить обстановку. О своих навыках психолога он отзывался скептически, хотя член исполкома Федерации гандбола России Сергей Приголовкин полагал, что Трефилов оказался одним из немногих тренеров, сумевших понять женскую психологию. Вне соревнований Трефилов мог пригласить своих подопечных на дачу, где спокойно обедал с ними, а в конце сезона проводил сбор с командой, приглашая подопечных на шашлыки и прося у них прощения за все допущенные им грубые высказывания. Обычно игроки забывали все конфликты в случае успеха, но очень долго вспоминали их в случае итоговой неудачи.
Подопечные Трефилова постоянно подчёркивали, что их тренер на площадке и в обычной жизни — это «два разных человека», поэтому выработали привычку обращать внимание только на самое нужное и важное в его высказываниях, стараясь игнорировать эмоциональную составляющую. Почётный президент клуба «Лада» и заместитель гендиректора АвтоВАЗа Юрий Степанов однажды написал напутствие Трефилову как тренеру, в котором среди пунктов было требование никогда не оскорблять человека. Евгений Васильевич признавал в этом плане правоту Степанова, отметив, что в начале тренерской карьеры слишком жёстко относился к игрокам. В частности, Трефилов признавал, что его чрезмерно жёсткий подход к игрокам привёл к тому, что в 2004 году Россия не выступила на Олимпиаде в Афинах, потерпев неудачу на чемпионате мира 2003 года. В интервью 2011 года «Русскому репортёру» Трефилов сказал, что после перенесённых им четырёх операций стал меньше ругаться в адрес своих подопечных, а в 2016 году уже после Олимпиады в интервью «Советскому спорту» признал, что прежде обходился с людьми «достаточно жёстко», но с возрастом изменил своё отношение к игрокам.
По словам журналиста Петера Брунна, наиболее серьёзные изменения в поведении Трефилова проявились на чемпионате мира 2015 года: тренер продолжал окрикивать своих подопечных, но его замечания стали менее колкими и более привязанными к игровым аспектам. С находившимися на скамье запасных игроками тренер стал чаще вести конструктивные диалоги. Брунн предполагал, что на изменение поведения тренера могли повлиять состояние здоровья и перерыв в деятельности тренера сборной. Брунн заявил, что Трефилов «стал не только старше, но и мудрее». Олимпийская чемпионка Рио Ирина Близнова также подтверждала, что за время тренерской деятельности Трефилова его подходы к игрокам действительно претерпели большие изменения: когда начинала выступать за сборную под руководством Трефилова, он был намного жёстче и суровее, хваля игроков только в случае победы на чемпионатах мира, но после своего ухода и возвращения в сборную стал относиться мягче и лояльнее к игрокам и чаще хвалить их на тренировках.
При изменившемся отношении к игрокам Евгению Васильевичу и далее удавалось настраивать команды на победу. Так, на Олимпиаде в Рио перед полуфиналом против Норвегии он попросил своих спортсменок ничего не бояться и не переживать, а перед финалом против Франции намекнул, что француженки считали россиянок более слабым соперником, чем Норвегию: подопечным хватило этих слов для мотивации на финал. Более того, перед финалом он даже предложил спортсменкам выходной, но те наотрез отказались, выступив за проведение дополнительной тренировки.

### Тактика

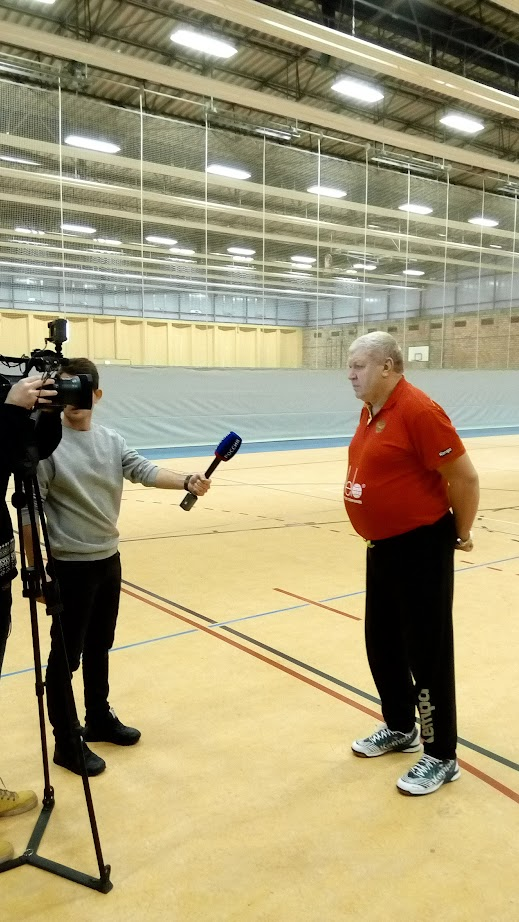
2017 год

Евгений Трефилов считал важным качество показанной командой игры, расценивая часто принцип «результат в ущерб игре» как дурное наследие советского отношения к спорту: в 2019 году он отметил, что его подопечные из «Кубани» должны обыгрывать соперников в чемпионате России и еврокубках «мозгами». В то же время Трефилов признавал, что в действительно сложных матчах наподобие полуфинала Олимпиады в Рио против Норвегии он стремился победить любой ценой. По его мнению, успех выступления команды на 10-15 % зависит от таланта игроков и на 85-90 % от упорной работы. От подопечных он требовал идеальной игры как в обороне, так и в атаке: в случае победы он мог критиковать спортсменок за не реализованные в матче выходы один на один, в том числе при преимуществе в 15 голов.
Характерной для команд Трефилова была высококачественная игра в обороне: на его склонность к оборонительной тактике во многом повлияло его знакомство с тренером хоккейной «Лады» Петром Воробьёвым, который сам строил игру от обороны и утверждал, что намного проще что-либо разрушить, чем создать. В финале турнира Олимпиады в Рио против Франции российская сборная избрала оборонительную тактику с выходом в контратаки (или «активную защиту»), поскольку в составе российской сборной было только два игрока ростом выше 190 см, в то время как у француженок было намного больше таких игроков. В то же время на чемпионате мира 2005 года Трефилов успевал изменять по ходу каждого матча и состав, и тактику, сбивая тем самым противника с толку. Его подопечные постоянно двигались, доигрывали до конца каждый эпизод (особенно при счёте не в их пользу) и не прекращали борьбу за победу до последней секунды: по мнению тренера, в случае промаха по воротам или потере мяча игрок должен не активно жестикулировать, а бороться за потерянный мяч.
По мнению Евгения Васильевича, мастерство команды выражается в том, что, начав вести в счёте, она постепенно наращивает отрыв, в то время как у российской сборной это получалось не во всех встречах: ряд матчей на Олимпиаде в Рио россиянки выиграли, пропуская первыми и уступая в начале встречи, но дожимая в конце встречи противника. В частности, в матче группового этапа против Франции (победа 26:25) россиянки, ведя с разницей в 5 мячей, в концовке матча сбили темп, начав ошибаться в передачах и выбивать мяч в аут. В тактическом плане сборная под его руководством не могла «играть мяч в мяч»: даже при игре в обороне, забивая гол противнику, она могла пропустить гол в результате ответной атаки противника. Для победы и уверенной игры сборной в таком случае требовалось преимущество минимум в два или три мяча. Трефилов считал неприемлемой ситуацию, когда игрок при броске по воротам делает ставку на силу броска, а не на стремление переиграть голкипера.
В тайм-аутах Трефилов ограничивал свои указания гандболисткам «двумя-тремя словами», объясняя это тем, что в критические моменты у игрока подскакивает пульс до 170 ударов в минуту, и он оказывается не в состоянии воспринимать подробные инструкции, усваивая не более одной пятой от всей информации. Иногда во время игры он обращался к своим спортсменкам в мужском роде, объясняя эту привычку отчасти тем, что ему было проще отдать конкретные указания, используя короткие имена или прозвища. Как и все тренеры, он носил с собой планшет на каждый матч, но почти не пользовался им. В интервью Sport24 в 2018 году он заявил, что советовал своим подопечным давать сдачи в ответ на любой грубый приём, полагая, что риск удаления может быть оправдан удовольствием от игры, но признавал, что россиянки поступали так не всегда.

### Выбор игроков
По словам Трефилова, тренер гандбольной команды должен был объединить усилия своих игроков вне зависимости от их уровня и сделать так, чтобы спортсменки проявили свои лучшие качества. Для обеспечения слаженной работы на тренировках и в матчах ему необходимо было убедиться в наличии доверия со стороны подопечных. В идеале Трефилову требовалось включать в состав двух опытных игроков, которые могли бы направить в правильное русло энергию молодых спортсменок. В частности, выдающимися лидерами в клубах и сборных Трефилова в 2000-е годы были такие игроки, как Оксана Роменская, Анна Кареева и Ирина Полторацкая, причём Полторацкую Трефилов в 2011 году называл самым умным игроком среди всех своих подопечных. Из гандбольных позиций Трефилов обращает особое внимание на вратаря, отмечая его рост как одно из важнейших игровых качеств и полагая, что игра вратаря способна принести команде победу в сложном матче. Согласно главе судейской коллегии Федерации гандбола России Алексею Кияшко, Трефилов никогда по ходу встреч не менял вратаря на седьмого полевого игрока, а если подобный ход делал противник, то подопечные Трефилова использовали любую его ошибку, чтобы поразить пустые ворота. Для играющих на позиции крайних Трефилов требовал не менее 50 % результативных бросков по воротам в игре.
В канун каждого крупного турнира Трефилову приходилось комплектовать сборную, имея крайне небольшой список кандидатов, поскольку конкуренции за места в сборной почти не было. При наличии двух претендентов на одну позицию в сборной он иногда включал в состав третьего, который должен был вынудить первых двух играть намного лучше, если те не выкладывались полностью на площадке. На некоторые позиции у Трефилова не было запасных игроков: в частности, ему приходилось использовать почти на каждой атакующей позиции Анну Вяхиреву. О своих подопечных, выигравших Олимпиаду в Рио, Трефилов говорил, что они «учились по пять-семь лет» и что в этом составе был ровный уровень исполнителей. Перед чемпионатом мира 2017 года, по словам помощника Трефилова Левона Акопяна, Вяхирева и ещё одна олимпийская чемпионка Екатерина Ильина не показывали тот же уровень игры, что и в Рио, однако Евгений Васильевич активно просматривал кандидатов, стремясь обеспечить наличие от трёх до четырёх претендентов на одну позицию. В 2018 году на чемпионате Европы Трефилов заявил о необходимости смены поколений в сборной: по его словам, впервые за 20 лет работы ему пришлось играть без чистого левого полусреднего в своей команде (игравшей на этой позиции Владлены Бобровниковой в заявке не было, а Анну Сень он относил скорее к универсалам). В частности, он подчеркнул необходимость в подготовке замены для Анны Вяхиревой, игравшей на правом фланге: выступавшую на той же позиции Антонину Скоробогатченко он считал ещё недостаточно опытной, поскольку она вернулась в спорт после годовой дисквалификации.
Петер Брунн отмечал, что всякий раз, когда Трефилов переходил в другую команду, в этот же клуб переходили многие его подопечные из предыдущей команды: с учётом доверия игроков к тренеру это обеспечивало дальнейший успех новой команды. Формирование сборной в разное время осуществлялось на основе тренируемых Трефиловым «Лады» и «Звезды», однако если в 2000-е годы концепция «базового клуба» оправдывала себя, то после Олимпиады 2012 года её подвергли разгромной критике и отказались от неё. Алексей Гумянов критиковал Трефилова за то, что он, будучи тренером «Лады» и имея в своём составе сильнейших игроков, так и не смог с этой командой выиграть Лигу чемпионов ЕГФ, в то время как сам Гумянов, переведя запасных в основу команды, дошёл в сезоне 2006/2007 с «Ладой» до финала Лиги чемпионов. На Олимпиаде в Рио Трефилов задействовал во всех матчах турнира всех 14 спортсменок из заявки сборной России, в то время как другие сборные обычно использовали в качестве костяка от 8 до 9 человек даже с учётом запасных вратарей.

### Физическая подготовка
Игравшая под руководством Трефилова за клуб «Звезда» и сборную России Екатерина Андрюшина утверждала, что если Виталий Крохин уделял внимание тактике и проводил много работы на одной стороне площадке, то Трефилов в делал ставку на физическую подготовку и требовал постоянной стопроцентной отдачи от игроков. Екатерина отмечала, что с тренером работали только ментально сильные игроки, которые понимали поставленные им цели и готовы были их добиваться. Требования Трефилова к игрокам Екатерина Ильина сформировала следующим образом — «пахать, пахать и еще раз пахать». В интервью 2008 года тренер упомянул, что читает специальную литературу по физиологии и биомеханике, необходимую ему для тренерской работы. По его словам, в 2023 году, перед Олимпиадой в Рио, он провёл сбор по общей физической подготовке в Сочи, на котором дал девушкам такие нагрузки, что они «костерили последними словами», однако на самих Играх это решение полностью себя оправдало.
Будучи тренером «Кубани», Трефилов требовал, чтобы его подопечные находились в идеальной форме вне зависимости от того, вызывались ли они в национальную сборную или нет. К вызываемым в сборную игрокам он предъявлял высокие требования по физподготовке: недостаточно подготовленный игрок, рвавшийся выйти на площадку, мог с крайне большой вероятностью получить травму в матче. Он полагал, что его подопечные в сборной России могут выигрывать не столько за счёт индивидуального мастерства или филигранной техники, сколько за счёт самоотверженности и скорости. Он нередко был обеспокоен тем, что из-за разных обстоятельств, связанных как с семейными делами, так и с плохой формой, он не мог собрать всех сильнейших, и ему приходилось проверять резервисток. Согласно интервью Трефилова 2011 года, на учебно-тренировочные сборы в течение минувшего года Федерация гандбола России отводила всего три дня, что он считал крайне недостаточным для подготовки команды к крупным турнирам или поддержания тонуса: в рабочий процесс ему приходилось втягивать игроков в течение недели.
Трефилов постоянно стремился контролировать тренировочный процесс, считая, что игрок должен выполнять каждое упражнение в полную силу. Так, он убедил тренера «Ростов-Дона» Томаша Главаты в необходимости привести на ближайшую тренировку по тренеру к каждому снаряду, чтобы те проследили за работой игроков. Сам Трефилов иногда вынужден был буквально загонять игроков в тренажёрные залы: подчас оказывалось, что из участвовавших в учебно-тренировочных сборах игроков всего несколько человек во время отпуска посещали тренажёрный зал или совершали кроссы. Часть тренировок и сборов, по словам Людмилы Постновой, тренер проводил на море с игроками, и тем обязательно необходимо было плавать для поддержания формы. Сама Людмила боялась волн, поэтому наотрез отказывалась плавать, и чтобы помочь ей перебороть страх, Трефилов поплыл вместе с ней. При подготовке к Олимпиаде в Рио Трефилов ежедневно водил своих спортсменок в 7 часов утра бегать по мокрому песку, подавая им пример.
Тренер пресекал употребление спиртного своими подопечными: когда на тренировку «Лады» нетрезвой явилась Людмила Постнова, то он выпроводил её с площадки, несмотря на её возражения. Согласно материалам «Экспресс-газеты» за 2021 год, перед началом чемпионата мира 2009 года две гандболистки, летевшие из Москвы в Пекин для подготовки к мировому первенству, позволили себе выпить алкоголь на борту, и Трефилов заставил их писать объяснительные. Перед самим турниром Евгений Васильевич пригрозил им пожизненным отстранением от игр за сборную России, если они не выиграют чемпионат мира. Не называя их имён, он утверждал, что в финале именно эти две спортсменки сыграли решающую роль в победе России, а объяснительные он спрятал в сейфе. Согласно интервью, данному Сергею Приголовкину в 2024 году, у Трефилова могли возникать мысли об исключении отдельных игроков из сборной, но он их никому никогда не озвучивал.

## Взгляды на гандбол

### Судейство
В начале своей карьеры Трефилов часто спорил с судьями, бурно выражая своё недовольство их решениями, но позже научился более спокойно реагировать. За первый период работы с российской сборной (1999—2012) он ни разу не получал от судей красную карточку, несмотря на то, что иногда активно с ними спорил по поводу тех или иных игровых моментов (на Олимпиаде в Лондоне в 2012 году в четвертьфинальном матче против Кореи ему показали жёлтую карточку). По состоянию на 2016 год у Трефилова не было ни одной красной карточки
В 2011 году во время женского чемпионата мира Трефилов рассказал в дневнике для газеты «Спорт-Экспресс», что Международная федерация гандбола не следовала тренду на сведение фактора субъективного судейства к минимуму (не расширяла судейскую бригаду и не вводила системы видеоповторов), а разрешила по новому регламенту судьям трактовать конкретные игровые эпизоды на собственное усмотрение (в том числе фолы в нападении или назначение семиметровых бросков). Он даже заявил, что большинство судей чемпионата мира 2011 года не проходили полноценную профессиональную подготовку, ограничиваясь в лучшем случае изучением правил гандбола в школьной или институтской программе.
По мнению Трефилова, во время пребывания Александра Кожухова на посту президента Союза гандболистов России российские клубы и сборные не сталкивались в турнирах с предвзятым судейством, что отчасти было связано с авторитетом Кожухова. Позже ситуация изменилась в худшую сторону: тенденции к её улучшению наметились после прихода Сергея Шишкарёва на пост главы Федерации гандбола России. Однако Трефилов признавал, что на матчах чемпионатах мира, Европы или Олимпиад против хозяев турнира судьи склонны толковать некоторые спорные эпизоды в пользу хозяев турнира, в связи с чем возможные претензии российских болельщиков по поводу «домашнего» судейства не имеют смысла. Отсутствие россиян в международных инстанциях он считал серьёзной проблемой, влиявшей на уровень судейства в российском гандболе. Трефилов отмечал, что из российских гандбольных судей большинство прежде не играли в гандбол на профессиональном уровне, поэтому не имеют достаточной квалификации.

### Развитие гандбола в целом

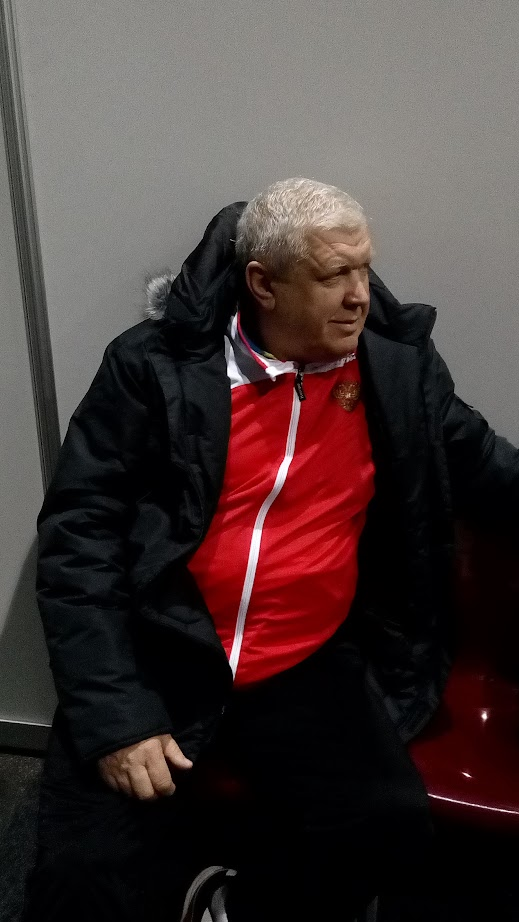
Трефилов в 2017 году

Трефилов высоко оценивал игру минского СКА, выступавшего на высоком уровне в чемпионате СССР в 1980-е годы, и отмечал тщательную и грамотную работу тренера минской команды Спартака Мироновича, который проводил более современные тренировки, а также осуществлял хороший подбор исполнителей. В интервью 2008 года своим лучшим капитаном за всю свою тренерскую карьеру Трефилов называл вратаря российской сборной Светлану Богданову, которая выиграла чемпионат мира в 2001 году. Тренера Владимира Максимова он называл своим учителем. Из игроков, которых он персонально знает больше всего, Евгений Васильевич выделял Людмилу Постнову и Викторию Жилинскайте. Наиболее психологически устойчивыми и уверенными в себе Трефилов называл спортсменок, родившихся в 1990-е годы. По его словам, почти все его воспитанницы продолжили работу на разных должностях в российском гандболе и после окончания игровой карьеры.
По мнению Евгения Васильевича, в каждой успешной команде должны быть лидеры, проявляющие характер в нужное время и являющиеся по сути играющими тренерами, но команда должна уважать своего главного тренера. Говоря о российских игроках, уезжавших за границу, Трефилов полагал, что они обязательно должны сами выполнять поставленную программу и показывать результаты, не дожидаясь уговоров или просьб со стороны тренеров, но в 2021 году признал, что из выступавших за границей россиян на тот момент ещё никто не стал мировой звездой. Что касается иностранцев в чемпионате России, то Трефилов не приветствовал идею их приобретения, объясняя тем, что легионеры досконально узнаю́т манеру игры российской сборной и тем самым лишают её некоторых преимуществ, хотя в 2008 году он говорил, что тренерские штабы сборных России и Норвегии прекрасно знают тактику друг друга. По его словам, после продажи легионера у клуба может появиться «дыра» не только в бюджете, но и на игровой площадке.
Трефилов выступает в поддержку отечественных гандбольных тренеров, полагая, что иностранные тренеры чаще заинтересованы в отработке своего контракта и зарабатывании денег, чем в стремлении привить любовь к игре начинающим спортсменам, передаче собственных методик и наработок российским коллегам и внесении вклада в развитие российского спорта в принципе. Молодым тренерам, по его мнению, нужны материальные стимулы во избежание оттока за рубеж, однако Трефилов настаивает, чтобы в спортшколах их работу строго контролировали завучи. Против иностранных тренеров Трефилов никогда не имел ничего личного и хорошо к ним относился: он поддерживал дружеские отношения с тренером норвежской сборной Марит Брейвик, испанцем Амбросом Мартином, тренерами команд Швеции, Франции и других стран, что помогало ему в профессиональных делах. Он высоко отзывался о работе Брейвик и даже говорил, что после её ухода с поста тренера сборной Норвегии словно что-то потерял. Трефилов утверждал, что многому научился и у датских тренеров, а в 2019 году, в канун матча Кубка ЕГФ против датского «Виборга», говорил, что датский чемпионат на тот момент был «сильнее в два раза» российского. В то же время Трефилов иронично отзывался о датском наставнике «Ростова» Яне Лесли, называя его «датским гусём», поскольку его видение игры отличалось от трефиловского, а иностранцев считал логичным приглашать тренерами только по тем видам спорта, которые в России ещё недостаточно развиты.
В 2024 году по случаю 20-летия подмосковной «Звезды» Трефилов в интервью порталу «Быстрый центр» представил свой вариант символической сборной клуба, оговорившись, что на некоторые позиции он мог бы предложить несколько кандидатур. Из лучших левых крайних клуба он выделял Елену Дмитриеву и Полину Кузнецову, но не смог определить конкретно, кто считается лучшей правой крайней в истории команды. Лучшей левой полусредней клуба он назвал Анну Карееву, разыгрывающей — Ирину Полторацкую, правой полусредней — Елену Полёнову, отметив, что в команде могла бы быть и Екатерина Андрюшина как универсал. Лучшей линейной и в то же время лучшей защитницей он назвал Оксану Роменскую. Выбор вратаря для него показался наиболее сложным, так как в разное время ворота защищали добивавшиеся с клубом успехов Инна Суслина, Нигина Саидова, Мария Сидорова, Виктория Калинина и Ольга Санько.

### Критика деятельности ФГР
Трефилов неоднократно критиковал руководство Федерации гандбола России, которое, по его словам, не предпринимало достаточных усилий для дальнейшего развития отечественного гандбола. В частности, Трефилов был недоволен тем, что у федерации гандбола был намного более скромный бюджет по сравнению с бюджетом Российского футбольного союза, Федерации хоккея России или Российской федерации баскетбола. С его слов, Федерация гандбола (она же Союз гандболистов России) более эффективно действовала в прошлом, когда её президентом был Александр Кожухов, обладавший большим авторитетом в международных структурах. В 2016 году Трефилов заявил, что начинающие гандбольные тренеры получали мизерную зарплату в размере 7 тысяч рублей, связав это с недостаточной работой со стороны ФГР. Тренеров «старой формации» он иронично называл «идиотами», поскольку они готовы были работать за мизерную сумму, но обеспечивали высокий результат, а молодые тренеры считали для себя важнейшим аспектом именно зарплату. В 2016 году он признался, что из-за постоянных споров с игроками и федерацией несколько раз поддавался эмоциям настолько, что хотел бросить тренерскую деятельность, но всякий раз передумывал.
Трефилов подчёркивал важность развития гандбола в регионах вплоть до возможности включения в школьную программу дополнительного урока физкультуры в виде игры в гандбол. Он критиковал ФГР за то, что она не сохраняла в полной мере кафедры гандбола в институтах физкультуры и не развивала интерес к гандболу в школах олимпийского резерва. Массовое сокращение гандбольных школ и расформирование команд осложняли подбор игроков и работу тренеров-селекционеров. Так, в 2007 году Трефилов сказал, что прежде сильные гандбольные школы Астрахани, Ростова-на-Дону и Краснодара утратили свои позиции, а сильными на тот момент оставались школы Тольятти и Волгограда за счёт работавших там хороших детских тренеров. Комментируя работу краснодарских школ, в 2011 году он назвал неприемлемым тот факт, что выпускники одной из ДЮСШ, подготовившей ряд олимпийских чемпионов по гандболу, на гандбольных турнирах не поднимались выше 5-го или 6-го мест, а в 2016 году заявил, что из-за внутренних конфликтов в школах Краснодара серьёзно снизился уровень гандбола. Он отмечал бедственное положение гандбольных школ Москвы в том же 2016 году.
После Олимпиады в Рио-де-Жанейро Трефилов призвал Министерство спорта обеспечить достаточное государственное финансирование гандбола и проследить за строительством объектов инфраструктуры, а ответственность за результаты выступлений сборных перенести с Центра спортивной подготовки сборных команд России на саму ФГР. Он выразил надежду, что победа на Олимпиаде в Рио приведёт к росту числа детей, занимающихся в гандбольных секциях: подобный успех, по его мнению, прежде имел место в 1976 году после побед мужской и женской сборных на играх в Монреале. В 2022 году на фоне отстранения России и Беларуси от международных турниров Трефилов призвал ФГР использовать сложившуюся ситуацию для того, чтобы заняться проблемами спортивных школ и подготовкой будущих спортсменов до уровня, не уступавшего тому, который был до бойкота (в том числе подготовки молодых и перспективных игроков). В 2019 году Трефилов говорил, что отсутствие профессионалов на руководящих местах негативно сказывалось на развитии мужского гандбола в России и выступлениях сборной. Аналогичные критические заявления Трефилов делал в отношении таких видов спорта, как футбол и баскетбол, утверждая, что полной смены руководства в спортивных федерациях недостаточно для улучшения ситуации в игровых видах спорта.
Трефилов неоднократно говорил о роли молодых игроков в развитии российского спорта: в 2011 году в интервью «Русскому репортёру» он критически высказывался о новом поколении, которое предпочитало сначала выдвигать условия для заключения контрактов с клубами, а затем уже показывать игровой уровень. По его мнению, подобное гонорство приводило только к снижению игрового уровня. Говоря о молодёжных командах, он отмечал, что тренеры выставляют слишком высокую планку для молодых игроков: хотя молодёжные сборные России успешно выступали на чемпионатах Европы и мира, но тем же игрокам не удавалось преуспеть на взрослых турнирах. К тому же из-за больших нагрузок их начинали рано преследовать травмы, и Трефилову приходилось работать с этими игроками, учитывая высокий риск получения ими очередных травм. В 2018 году Трефилов заметил, что сборные девушек из возрастных категорий до 18 и до 20 лет успешно выступают на чемпионатах Европы и мира, в отличие от многих сборных России по другим игровым видам спорта.

## Мнения о Трефилове
Ряд СМИ характеризовали тренерский стиль Трефилова в целом как «диктаторский», что он не отрицал: в интервью Reuters в канун Пекинской Олимпиады он сказал, что его учили быть жёстким с игроками и что подобные методы нужны были для достижения крупных побед. Евгений Васильевич признавал, что в европейских клубах его методы подготовки игроков и соответствующее поведение могли бы посчитать неприемлемыми, а сам он боялся быть привлечённым к ответственности, если сорвёт злость на подопечных. По этой причине он отклонял все предложения о работе за границей. Подобного мнения придерживался спортивный журналист Петер Брунн, утверждавший, что Трефилов не продержался бы и дня в западноевропейской команде. В других интервью Трефилов заявлял, что ему было бы очень тяжело постоянно проживать в другой стране.
Комментируя международные успехи Трефилова, российская пресса сравнивала Трефилова с рядом тренеров в игровых видах спорта, схожих по темпераменту и отношению к работе — Николаем Карполем в волейболе, Игорем Турчиным в гандболе и Олегом Знарком в хоккее. Евгений Васильевич говорил, что старался ориентироваться на таких людей, как хоккейный тренер Виктор Тихонов или баскетбольный тренер Александр Гомельский, а наиболее экспрессивным он считал Карполя, хотя сам Карполь считал именно Трефилова таковым, называя его тренером, который умеет мотивировать. Игорь Рабинер, не всегда соглашаясь с «огненными» высказываниями Трефилова, выделял у тренера предельную откровенность на тренировках, матчах и пресс-конференциях, а также отмечал его «непереносимость к банальщине, безликости и фальши». Андрей Сидорчик писал, что Трефилов жёстко высказывался в адрес чиновников и допинг-комиссаров, за что иногда даже получал предупреждения от МОК.
Прессой отмечалось, что эмоциональность и жёсткость Трефилова могла быть как одним из факторов успеха российских женских гандбольных клубов и национальной сборной, так и приводить к неудачам. В частности, особо острая критика прозвучала в адрес Трефилова после Олимпиады в Лондоне, когда СМИ называли его методы подготовки сборной в качестве основной причины поражения, хотя Трефилов выражал недоумение тому, что одни и те же журналисты могли хвалить его методы после одержанных побед и подвергать их разгромной критике после поражений. В связи с особой манерой работы с игроками в адрес Трефилова на пресс-конференциях нередко звучали провокационные вопросы наподобие «Бьёте ли вы своих спортменок?». Стиль общения Трефилова со спортсменками удивлял даже президента России (позже премьер-министра) Дмитрия Медведева. На большинстве фотографий с матчей команд Трефилова и видеонарезок лучших моментов встреч были запечатлены как раз случаи эмоциональных речей и действий Трефилова.
Работавший с дублем «Лады» Алексей Гумянов в 2012 году в интервью «Р-Спорт» рассказал, что на тренировочных поединках против основного состава «Лады» слышал, как Трефилов настраивал своих подопечных против игроков Гумянова, призывая во время матчей «бить в голову». Отмечая преданность Трефилова игре, он критиковал и его подходы к игрокам, сравнивая это с рабовладельческим строем, и тренировочный процесс, поскольку, по словам Гумянова, после сборов национальной команды многие спортсменки возвращались в свои клубы с травмами. Гумянов утверждал, что у него с Евгением Васильевичем расходились взгляды на тренировочный процесс, но никогда не было личного конфликта.
Цитаты Трефилова о гандболе нередко упоминались российской прессой, обретя статус крылатых выражений, а его манера работы стала известна и в мировом гандболе. Нидерландская гандболистка Лойс Аббинг во время Олимпиады в Токио отмечала, что если методы Трефилова приносят результат его командам, то они не могут быть по сути неэффективными. Петер Брунн писал, что методы работы Трефилова многие считали не способом решения проблем, а проблемой как таковой, однако результаты выступлений команд Трефилова заставляли многих пересмотреть своё отношение к его методике. Он же отмечал, что на чемпионате мира 2015 года Трефилов уже не выглядел таким эмоциональным тренером, а вёл себя более расслабленно (в том числе и при общении с работавшими на турнире волонтёрами).

## Личная жизнь

### Семья
Отец Евгения Васильевича — уроженец Пензы, работал шофёром на молокозаводе. В 1947 году он поступил в училище, а через год у него неизвестными были украдены продовольственные карточки с комсомольским билетом. За утерю билета отец получил 10 лет тюрьмы, отбывая наказание в Кировской области на лесозаготовках, откуда он сбежал из-за невыносимых условий и добрался домой «в собачьих ящиках на эшелоне». Позже работал на шахте в Пятигорске на горе Бештау. По словам Евгения Васильевича, отец был с ним очень строг. Мать — швея. Брат Николай — автомастер, сестра Светлана — заместитель директора большого хлебокомбината. Семья владела большим хозяйством. Бабушка в годы Гражданской войны потеряла двух братьев: один был убит белыми, другой — красными
Жена — Татьяна, экономист по образованию (в браке с 8 декабря 1978 года): с ней он познакомился на Новый год, после демобилизации, и проживал изначально в трёхкомнатной «хрущёвке» площадью 60 м² у матери жены. Татьяна сначала «в штыки» воспринимала тренерскую работу Трефилова, но позже привыкла к этому. Единственный раз она смотрела матчи вживую на последней Спартакиаде школьников СССР в Тбилиси, игры смотрит по телевизору. В браке родились двое детей — Анна и Александр: Анна работает в финансовой сфере, Александр некоторое время был неплохим гандболистом, позже стал заниматься малым бизнесом. В воспитании детей Трефилов принимал очень мало участия, хотя с детьми у него отличные отношения. Иногда подопечные бывали у Трефиловых в гостях. В 2020 году Трефилов рассказал, что у него есть внук.

### Увлечения
В прошлом Евгений Васильевич увлекался автомобилями и мотоциклами. Первый мотоцикл он собрал с братом, сделав руль из трубы и тормозную тягу со спицей: перед началом очередного учебного года он приехал на мотоцикле к зданию школы на собрание, решив съехать по ступенькам, но упал с мотоцикла и травмировался. Работая на кроличьей ферме, он копил деньги на мопед «Верховина», однако на эти средства отец купил подержанный автомобиль ГАЗ-М-20 «Победа». Позже Трефилов приобрёл «Москвич-412», а затем и «Жигули», на которых неоднократно попадал в аварии, в том числе и во время тренерской работы, когда ездил домой в Краснодар или в Москву по делам клубов. В конце 1980-х — начале 1990-х Трефилов даже занимался перегоном машин в Тольятти.
В настоящее время Евгений Васильевич разводит голубей, чем увлекался и его отец. После Олимпиады в Рио он выстроил голубятню, где проживает больше ста голубей выставочных пород. На 2022 год у него было три собаки — швейцарский зенненхунд Зара, немецкая овчарка Борман и восточноевропейская овчарка Рада. Трефилов говорил, что раньше очень любил читать, поскольку у тёщи была большая библиотека, но в дальнейшем плотный график не позволял Евгению Васильевичу уделять этому много времени.
Впервые Трефилов попробовал алкоголь, когда его школьная команда под руководством Евгения Орлеанского отмечала победу над «Урожаем» Валентина Шияна, спрятав бутылки в прикроватных тумбочках: ночью Орлеанский обнаружил бутылки и заставил игроков поехать среди ночи на школьное поле и закопать там бутылки. В следующий раз Трефилов, с его слов, выпивал только в 17 лет, попробовав шампанское на день рождения. Согласно интервью 2008 года, он в молодости пробовал ром «Негро» и самогон, но старался не злоупотреблять алкоголем. В 2024 году он заявил, что в его семье не принято выпивать и что он может позволить себе немножко водки только в компании с близкими друзьями. Любимый исполнитель — Владимир Высоцкий. Трефилов любит «хороший, качественный футбол»: некоторое время он посещал матчи краснодарской «Кубани», пока в одном из матчей, решавших судьбу выступления клуба в одной из лиг, после подачи с углового судья не назначил пенальти. Матчи «Краснодара» он не посещает из-за постоянных пробок, поэтому предпочитает смотреть игры дома. С 2022 года он смотрит и матчи женских футбольных команд.

### Общественная позиция
По собственным словам, Трефилов не был принят в пионеры одновременно со своими одноклассниками, поскольку не подходил по возрасту (принятие в пионеры шло весной). Однако он скрывал это от родителей: отправляясь в школу, он надевал дома пионерский галстук, а на улице снимал его. Состоял в комсомоле, откуда его чуть не выгнали за драку с хозяйственной бригадой: его спасло только вмешательство Владимира Гладченко. По мнению Трефилова, для него лучшим периодом советского времени была эпоха Леонида Брежнева, поскольку народ знал, «что у него впереди», а товарного дефицита в те времена ещё не было. Распад СССР Трефилов связывал с тем, что людям, у которых было хорошее финансовое положение, захотелось пробраться в органы власти, и они начали свой путь под предлогом борьбы против партийной номенклатуры. Отсутствие чёткой государственной идеологии и внятного общественно-политического строя он считал причиной того, что люди не были уверены в завтрашнем дне и находились в состоянии постоянной тревоги. По его мнению, Россия должна брать лучшее как у западных стран, так и из своего прошлого, и мирно уживаться со всеми странами мира, а политики всегда должны отвечать за свои слова.
Об ухудшении российско-украинских отношений после Евромайдана Трефилов говорил, что причины последовавшего разрыва стоит искать в политике, а не в жизни обычных людей, считая случившееся большой трагедией, последствия которой могут быть непредсказуемыми. Трефилов неоднократно критически высказывался об обвинениях в адрес России по поводу существования допинговой системы, особенно во время Олимпиады в Рио-де-Жанейро, а в 2022 году раскритиковал решения об отстранении России от международных соревнований. В конце 2018 года в интервью «Спорт-Экспрессу» Трефилов заявил, что на руководящие должности в спорте должны приходить только те люди, которые действительно что-то понимают в спорте и в то же время обладают навыками управленцев. По его словам, несмотря критику в адрес бывшего министра спорта Виталия Мутко, именно с его именем были связаны идеи проведения зимней Олимпиады в Сочи и чемпионата мира по футболу в России. Говоря о законодательных инициативах Госдумы и уровне жизни в целом, он заявил, что не намерен идти в большую политику: утверждая, что он «близок к народу», Евгений Васильевич признавал, что работа в Государственной думе станет слишком большой ответственностью для него.
Трефилов не смотрит телевизионные новости, обосновывая это тем, что не любит обман, но находится постоянно в курсе последних событий. В 2008 году он говорил, что может смотреть канал Euronews и слушать станцию «Эхо Москвы», поскольку именно они могли предоставить относительно детальную картину событий в стране и мире. Интернет он саркастически называет «помойкой» из-за огромного скопления ненужной информации, начиная от споров между болельщиками и заканчивая выставлением личной жизни напоказ в социальных сетях. По его словам, многие пользователи в интернет-спорах попросту не отвечают за свои слова. В вопросе религии Евгений Васильевич не называл себя «поклонником» и признавался, что плохо знает церковные обряды, но говорил о религии «Что-то в душе есть и у меня» и «Есть там что-то выше нас, сильнее нас». Перед отлётом на Олимпиаду в Рио-де-Жанейро его, как и других членов российской команды, благословил патриарх Кирилл. В 2018 году Трефилов сказал, что если у его команды что-то получается сделать в трудной ситуации, то он всегда благодарит Бога.

## Достижения
Женская сборная России
- Чемпион Олимпийских игр в Рио-де-Жанейро (2016)[69]
- Серебряный призёр Олимпийских игр в Пекине (2008)[10]
- Чемпион мира (2001, 2005, 2007, 2009)[10]
- Серебряный призёр чемпионата Европы (2006[10], 2018[69])
- Бронзовый призёр чемпионата Европы (2000, 2008)[10]

Мужская сборная России (в качестве второго тренера)
- Чемпион мира (1997)[10]

«Лада»
- Чемпион России (2001/2002, 2002/2003, 2003/2004, 2004/2005, 2005/2006)[10]
- Победитель Кубка обладателей кубков[англ.] (2002[англ.])[10]
- Победитель Кубка ЕГФ[англ.] (2011/2012[англ.])[10]

«Звезда»
- Чемпион России (2006/2007)[10]
- Победитель Кубка России (2008/2009, 2009/2010, 2010/2011)[10]
- Победитель Лиги чемпионов[англ.] (2007/2008[фр.])[10][43]
- Победитель Кубка ЕГФ[англ.] (2006/2007[англ.])[10]
- Победитель Суперкубка ЕГФ[англ.]: 2008[35]

«Астраханочка»
- Чемпион России (2015/2016)[169]

## Награды и звания
- Заслуженный тренер России (1997)[10]
- Медаль ордена «За заслуги перед Отечеством» II степени (22 февраля 2004) — за заслуги в развитии физической культуры и спорта[170]
- Орден Дружбы (18 мая 2017) — за успешную подготовку спортсменов, добившихся высоких спортивных достижений на Играх XXXI Олимпиады 2016 года в городе Рио-де-Жанейро (Бразилия)[171]
- Почётный знак Министерства спорта Российской Федерации «За заслуги в развитии физической культуры и спорта» (2020)[144][172]
- Премия «Своя колея»[13] (2016) — за выдающиеся спортивные достижения и верность своим принципам[173]
- Знак «Почётный гражданин Краснодара» (2024)[174]
- Лучший тренер женских команд 2009 года по версии ИГФ[175]